# 민주당 (1998년 일본)
민주당(일본어: 民主党, みんしゅとう 민슈토[*], 영어: The Democratic Party of Japan)은 1998년에 창당해 2016년까지 존재했던 일본의 정당으로, 약칭은 민주이다. 이념은 민주당만의 독자적인 노선인 민주중도이며, 정치적 위치는 중도주의이다.
1998년 3월 12일에 구 민주당 계열 인사와 민정당, 신당우애, 민주개혁연합 등이 신당결성에 합의하고, 4월 13일에 원내 단체로 신고하였다. 4월 27일에는 아카사카 프린스 호텔에서 민주당 통일대회를 가지고 민주당을 결성, 초대 당대표로 간 나오토를 선출했다. 2003년 7월 23일에는 자유당의 합류에 합의했고, 9월에 자유당이 합류하였다.
2003년 제43회 일본 중의원 의원 총선거와 2004년 제20회 일본 참의원 의원 통상선거에서는 비례구의 득표에서 자유민주당을 누르고 제1당이 되었다. 2007년 제21회 일본 참의원 의원 통상선거에서는 야당 역사상 최대 의석을 획득하며 참의원 제1당을 탈환하였다. 그리고 2009년 8월 30일 중의원 의원 선거에서 308석(정수 480)을 획득하며 대승, 사실상 자민당 독주 체제였던 일본 정치계에서 역사적인 정권 교체를 이루었다. 하지만 2012년 제46회 일본 중의원 의원 총선거에서 다시 자민당 아베 내각에 정권을 내주고 제1야당으로 주저앉았다.
2016년에 유신당과 합당하여 민진당을 창당하였다.

## 개요
1998년 4월, 원내 회파(교섭단체)인 "민주우애태양국민연합(민우련)"에 소속되어 있던 구(舊) 민주당(1996년 창당)과 민정당, 신당우애, 민주개혁연합은 합당 및 신당 창당에 합의하고 민주당을 창당했다. 법적으로는 구 민주당이 아닌 다른 정당이 모두 해산한 뒤 민주당에 합류하는 형태였지만, 구 민주당 역시 해산하여 새 민주당으로 재창당함과 동시에 기존의 당규 및 로고를 비롯해 당직자들을 전면 쇄신하는 작업이 있었기에 같은 "민주당"이라는 당명이지만 구 민주당과는 별개의 정당으로 보는 것이 관례이다. 창당 후 당의 기본 노선을 정하는 과정에서는 온건 보수를 내세운 구 민정당계와 중도좌파를 내세운 구 민주당계가 대립하여 합의에 이르지 못하자 "민주중도"라는 독자 노선을 택하였다.
보수, 중도우파를 내세우는 자유민주당에 대응해 민주당은 해외 언론으로부터 자유주의(리버럴) 또는 중도좌파 정당으로 평가받았다. 2009년 제45회 중의원 의원 총선거에서 민주당이 압승한 것과 관련해 AP 통신은 민주당을 "중도좌파"로 평가했으며, 뉴욕 타임스는 민주당을 "중도"로 평가하며 하토야마 유키오 내각에서 연정을 구성한 사회민주당은 "좌파", 국민신당은 "보수 성향"이라고 소개했다. 워싱턴 포스트는 사설에서 민주당을 "자민당 탈당 세력과 옛 일본사회당 출신 세력 및 시민 사회 인사들의 모임"이라고 평가했다.
그러나 창당 과정에서 자민당을 탈당한 인사들이 대거 합류하면서 당내에는 자민당의 노선과 크게 다르지 않은 보수주의 및 반공주의 성향이 강한 의원 세력이 다수 존재했고, 민주당이 좌파 정당으로 인식되는 것에 대해 부정적인 생각을 가진 당원 및 지지자도 존재했다. 또 2001년 당내에서는 "민주당을 중도좌파 정당으로서 보다 더 확실하게 각인시키자"라는 의미에서 사회주의 인터내셔널에 가입해야 한다는 주장이 제기되었는데, 자민당 출신이자 당시 당대표였던 하토야마 유키오가 "민주당의 노선이 좌파라는 것은 합의되지 않았다"면서 반대 입장을 보이면서 결국 무산되기도 했다.
2003년 9월에는 오자와 이치로가 이끌던 자유당이 민주당에 합류했다. 이후 2007년 제21회 참의원 의원 통상선거 및 2009년 제45회 중의원 의원 총선거에서 연이어 압승을 거두며 자민당 장기 집권을 끝내고 정권교체에 성공하여 사회민주당, 국민신당과 연립 정부를 구성했다. 그러나 2012년 제46회 중의원 의원 총선거에서 자민당에 패배하면서 다시 야당으로 전락했다.
이후 2016년 유신당과의 합당을 결정하고 당명도 민진당으로 개칭하면서 18년간 이어져 온 민주당은 막을 내리게 되었다. 단 법인 지위는 민진당을 거쳐 민진당 내 보수 세력이 창당한 국민민주당에 인계되었으며, 민진당의 중도 및 좌파 세력이 중심이 되어 창당한 입헌민주당 역시 민주당의 흐름을 계승하고 있다.

## 역사

### 창당 이전

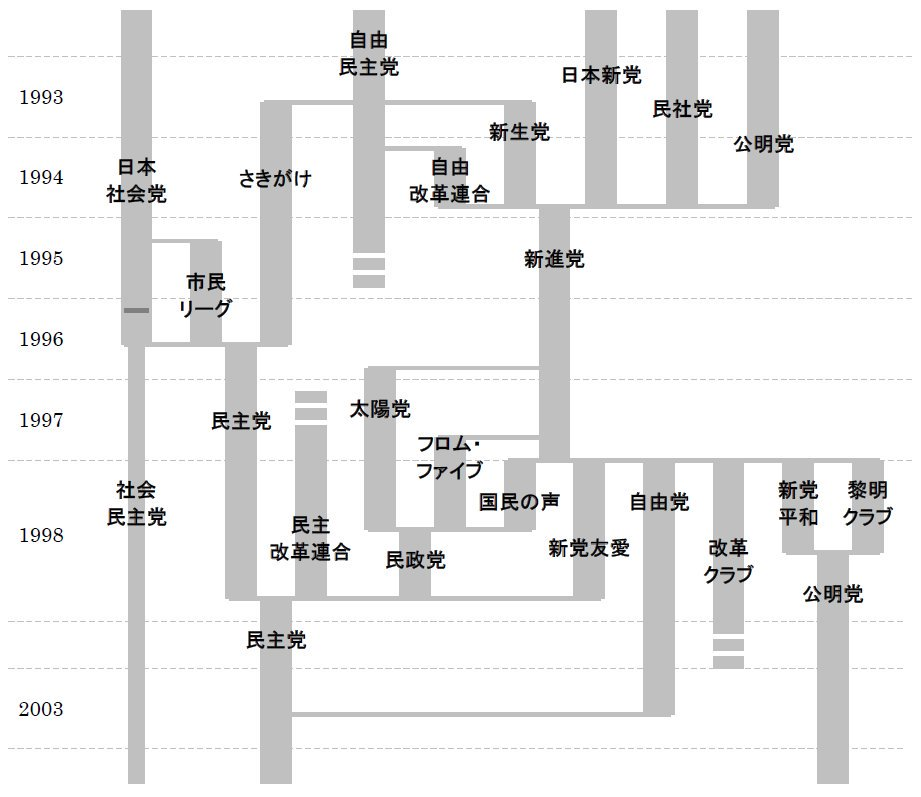
1990년대 일본 정당의 이합집산

#### 비자민 연립정권
1980년대 후반 일본 정계를 강타한 리크루트 사건을 계기로 정치 개혁에 대한 여론의 관심이 증가하자 오자와 이치로, 고토다 마사하루 등을 중심으로 자민당 내부에서 당시 중선거구제였던 선거제를 소선거구제로 바꾸고 정당 교부금 제도를 도입할 것을 주장하는 목소리가 커지기 시작했다. 여기에는 정권교체를 이룰 수 있는 강한 야당을 만들어 "자민당 대 단일 야당"이라는 양당 구도를 실현하고, 그동안 자민당은 장기집권을 하면서도 3분의 2 의석을 확보하지 못해 헌법 개정을 이루지 못하고, 일본사회당은 개헌 저지선은 유지하나 정권교체는 이루지 못하는 "자민·사회 양당의 적대적 공생"(오자와 주장)에 빠져있던 55년 체제를 타파한다는 목적이 있었다.
그러나 소선거구제가 지금 당장 자민당에 유리한 선거제라는 반발이 야당에서 제기되었다. 자민당 내에서도 단기적으로는 유리할지 몰라도 장기적으로는 여론에 몰릴 경우 쉽게 야당으로 전락할 수 있다는 등의 반대 의견이 잇따르면서 가이후 도시키 내각에서는 "정치 개혁 4법안"이 모두 폐기되고 말았다.
1993년 미야자와 기이치 내각에서도 정치 개혁 법안이 부결되었고 이를 둘러싼 자민당 내 갈등이 절정에 이르면서 오자와를 비롯해 하타 쓰토무, 오카다 가쓰야 등 당내 개혁파들이 미야자와 내각 불신임안에 찬성표를 던진 뒤 탈당하여 신생당을 결성했다. 이에 미야자와 기이치는 중의원을 해산하였고 제40회 중의원 의원 총선거에서 자민당은 제1당(223석)을 차지했지만 과반수가 무너지면서 야당으로 전락했다. 한편 이 선거에서 "정치 개혁"을 모토로 내세운 에다노 유키오, 마에하라 세이지, 노다 요시히코, 오자와 사키히토 등 훗날 민주당의 상징적 인물이 되는 인사들이 대거 중의원에 입성했다.
선거 결과에 따라 오자와 이치로, 하타 쓰토무의 중재 하에 일본사회당, 공명당, 일본신당, 신생당, 민사당, 신당 사키가케, 사회민주연합, 민주개혁연합의 8당 연정이 구성되어 비자민·비공산 연립정권인 호소카와 내각을 수립하였다. 하토야마 유키오는 미야자와 내각의 불신임안에는 반대하였지만 "정치 개혁"이라는 큰 방향에 뜻을 같이하고 자민당을 탈당하여 신당 사키가케에 입당해 호소카와 내각에 가담했다. 이후 이들의 주도로 중의원 선거에서 소선거구제를 도입하는 것을 비롯한 정치 개혁 법안들이 차례로 중의원 및 참의원 양원을 통과했다. 그러나 정책의 방향을 둘러싼 연립 여당 간의 갈등이 심해지면서 다음 내각인 하타 내각에서는 일본사회당이 연정에서 이탈하였고 이후 약 1년만에 비자민·비공산 연립정권은 붕괴되고 말았다.
비자민·비공산 연립정권이 붕괴되자 연립의 일부였던 신당 사키가케는 자민당 및 사회당과 새로운 연정을 구성하여 무라야마 내각을 수립했다. 한편 야당이 된 나머지 당들은 오자와 이치로, 하타 쓰토무, 오카다 가쓰야 등의 주도로 신진당을 결성했다. 이렇게 신당 사키가케와 신진당 세력, 여기에 사회민주당 내 보수 세력을 더한 것이 이후 결성된 민주당의 대략적인 세력 구도라고 할 수 있다.

#### 구(舊) 민주당
1996년 9월, 신당 사키가케를 탈당한 하토야마 유키오, 간 나오토 등과 사회민주당 내 보수 성향 의원들, 이외에 하토야마 구니오 등이 모여 "관료 의존적인 이권 정치와의 결별" 및 "지역 주권 사회의 실현"을 표방하며 구(舊) 민주당을 창당했다. 창당 당시 국회의원은 중참 양원 모두를 합쳐 57명이었다. 창당 직후 실시된 제41회 중의원 의원 총선거에서는 선거 직전과 같은 52석을 획득하였고 다음 해인 1997년에는 간 나오토가 당대표를, 하토야마 유키오가 간사장을 각각 맡으면서 당의 체계가 갖추어져 갔다.
반면 신진당은 자민당에 이어 원내 제2당을 차지하긴 했으나 당초 목표로 했던 과반 의석 확보 및 정권 획득은 고사하고 오히려 의석이 줄어드는 패배를 당했다. 이후 당이 흔들리기 시작하며 급격히 퇴조, 1997년 12월에 당의 회생이 어렵다고 판단한 오자와 이치로 당수는 당의 해체를 선언하였고, 이에 신진당에서 자민당으로 이동하는 의원들이 생겨났다. 이후 오자와가 창당한 자유당이나 공명당 어느 곳에도 참여하지 않은 신진당 잔여 세력들은 민정당과 신당우애를 각각 창당하였다.
한편 구 민주당은 신진당의 후계 정당인 민정당과 신당우애를 비롯해 비자민·비공산 연립정권에 참여한 민주개혁연합과 1998년 1월 원내 회파(교섭단체)인 "민주우애태양국민연합(민우련)"을 만들어 합당을 위한 기초 작업에 돌입했다.

### 야당 기간 (1998년~2009년)

#### 창당
합당을 위한 협상을 이어오던 구(舊) 민주당의 에다노 유키오, 민정당의 오카다 가쓰야, 신당우애의 가와바타 다쓰오 등은 신당의 기본 이념에 대해 합의를 보았다. 그렇게 1998년 4월 27일, 도쿄도 지요다구에 위치한 아카사카 프린스 호텔에서 신당인 "민주당" 창당 대회를 갖고 간 나오토를 초대 대표로 선출했다. 절차상으로는 타 정당이 해산하여 구 민주당에 합류하는 형태를 취했다.
새 민주당은 "행정 개혁", "지방 분권", "정권 교체"를 내세워 자민당을 대신할 수권 정당의 모습을 갖추어 "자민당 대 민주당"의 양당 구도를 만드는 것을 최우선 목표로 하였다. 또 "생활자", "납세자", "소비자"를 대표하며 시장 만능주의를 부정하고 복지국가를 건설하는 것을 기본 이념으로 내세웠다.
창당 직후 열린 제18회 참의원 의원 통상선거에서는 당시 정부가 추진하던 대형 국책 사업들의 원점 재검토와 지방 분권의 추진을 호소하며 기존 의석에서 10석 증가한 27석을 획득하여 비개선 의석인 20석을 포함해 총 47석으로 자민당에 이어 참의원 제2당으로 올라섰다. 그러나 당시에는 중의원 단독 과반수 회복에 성공한 자민당과 비교하여 민주당의 세력이 크지 않았기에 민주당이 "야권의 대표 세력"이라기보다는 그저 "제1야당"이라는 인식이 일반적이었다.

#### 당세 확장
1999년 9월 열린 당대표 선거에서는 당시 대표였던 간 나오토를 누르고 하토야마 유키오가 새 대표에 선출되었다.
2000년 6월의 제42회 중의원 의원 총선거에서는 의원 정수가 감소했음에도 불구하고 선거 직전의 95석을 크게 웃도는 127석을 획득하여 자민당과의 양당 구도 형성의 발판을 마련했지만 연립 여당의 과반을 막겠다는 목표 달성에는 실패했고 자민당은 정권 연장에 성공했다. 이 선거에서 민주당은 소비세의 연금 기금 활용, 부양공제의 폐지와 자녀 수당 지급 금액 확대를 공약으로 내세웠다.
2001년 4월에는 고이즈미 내각이 국책 사업 재검토와 분권 개혁의 추진 및 성역 없는 구조 개혁을 내걸고 출범했다. 고이즈미의 정책은 민주당의 정책과도 공통되는 것이 있었기 때문에 민주당 대표 하토야마 유키오는 "고이즈미 정권과 협력하는 것도 나쁘지 않다"는 자세를 보였다. 이후 민주당은 오자와 이치로가 당대표로 취임하는 2006년까지 여당과의 정책적인 대결을 강조하는 "대안 노선"을 취하며 여당과 대치하게 되었다.
같은 해 7월의 제19회 참의원 의원 통상선거에서는 자민당의 "고이즈미 돌풍"에 막혀 고전했지만 그럼에도 4석이 증가한 26석을 얻어 계속해서 당세를 확장시켰다. 이 선거에서는 도로 건설 비용의 세수 충당제 폐지, "낙하산" 금지법의 제정, 전국의 모든 댐 건설 일시 동결 등이 공약에 포함되었다.
2002년 9월, 하토야마 유키오는 대표에 재선됐으나 이후 이루어진 당직 개편에서 나카노 간세이를 간사장에 기용하는 이른바 "논공행상 인사"가 논란을 빚으며 당의 단합이 저하되었고, 또한 당시 논란이 되고 있던 자유당과의 합당 문제로 당내 갈등이 벌어진 것에 대한 책임을 지는 형태로 하토야마가 대표직에서 사임했다. 하토야마의 후임이 될 대표 선거에서는 오카다 가쓰야를 꺾은 간 나오토가 다시 선출되어 대표직에 복귀했다.

#### 양당 체제 구축

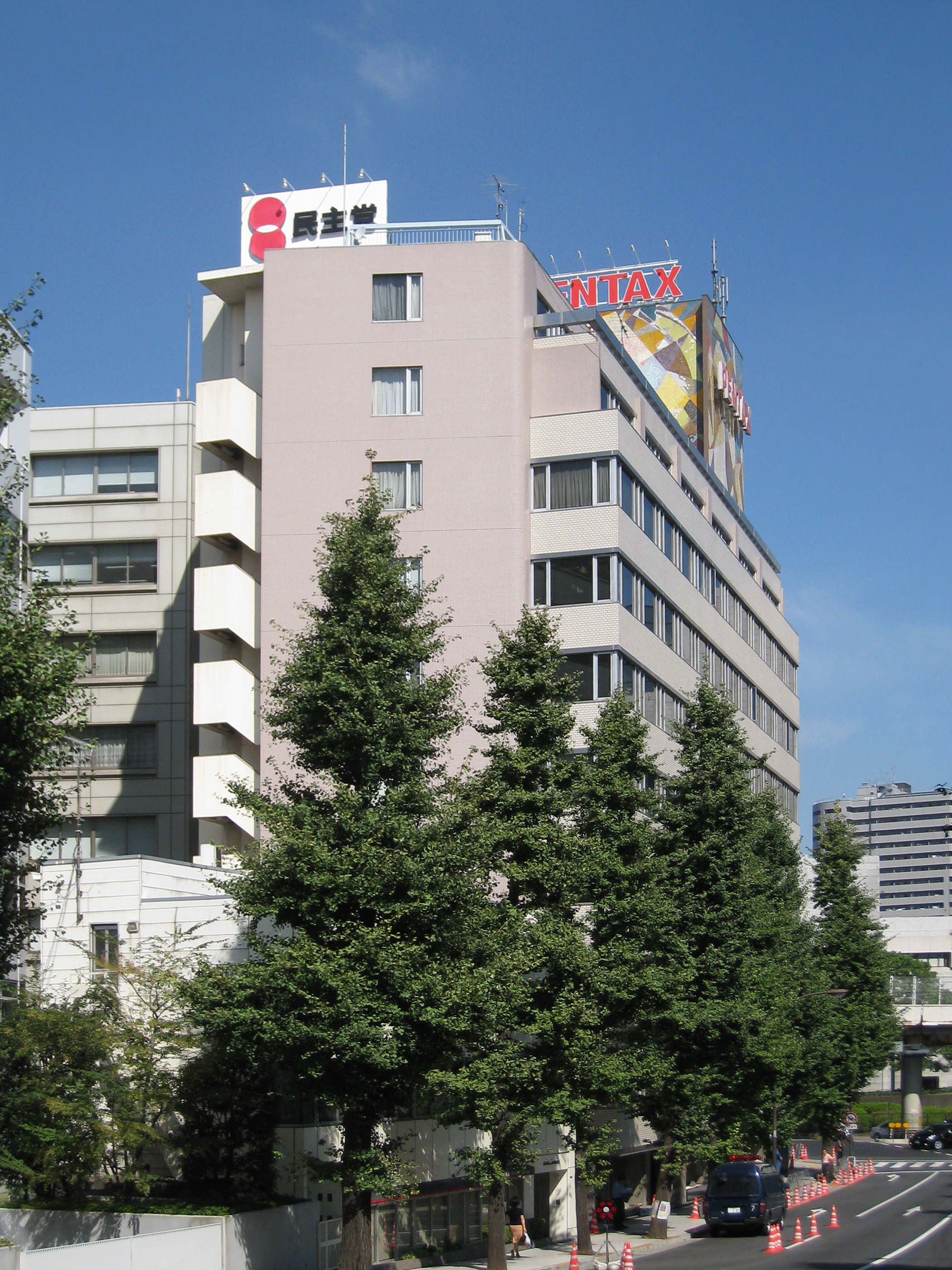
도쿄도 지요다구 나가타초에 민주당 본부로 사용했던 미야케자카 빌딩의 모습

2002년 말 민주당의 하토야마 대표는 오자와 이치로가 이끄는 자유당에게 민주당에 합류할 것을 권유한다. 당시 고이즈미 내각 및 자민당, 공명당 등 여당의 지지율이 고공행진을 이어가던 상황에서 야권의 결집을 도모하겠다는 것이 그 이유였지만, 당직 인사 논란과 보궐선거 패배 등으로 하토야마의 지도력이 약화되고 있던 시점에서 합당 카드를 꺼내든 점과 사전에 당내에서 의견을 구하는 과정이 없었던 점, 또 과거 신진당이 창당될 당시 당수였던 오자와에 대한 민주당 내부의 거부감 때문에 당내 여론은 합당 반대가 다수를 차지했다. 그 결과 하토야마는 대표직에서 사임하였고 후임에 합당에 소극적인 간 나오토가 선출되면서 합당 문제는 수면 아래로 가라앉았다.
그러나 이듬해인 2003년에 민주당 내 최대 계파인 하토야마 그룹 의원들이 간 나오토 대표에게 자유당과 합당할 것을 강하게 요구하였고 계파 수장인 하토야마 역시 "합당이 이루어지지 않는다면 탈당도 불사하겠다"는 의사를 보였으며, 간 나오토 본인 역시 비(非)자민당 세력을 결집할 필요성을 인정해 다시 자유당과의 합당 협상이 시작되었다.
결국 2003년 9월, 자유당이 민주당의 기존 체제와 정책을 인정한다는 전제 하에 합당할 것을 간 나오토 민주당 대표와 오자와 이치로 자유당 당수가 합의하였고 이를 각당 집행부에서 공식 결정하였다. 이 과정에서 에다노 유키오 등 민주당 내 일부 의원들이 합당을 강하게 반대하며 당 집행부와 충돌을 빚기도 했지만, 간 나오토 대표가 민주당의 기존 당직·당규·당명을 그대로 유지하면서 합당하는 사실상의 흡수 합병을 하겠다고 선언하여 당내 반발을 잠재우면서 마침내 9월 26일에 합당이 이루어졌다. 합당에 따라 민주당 소속 국회의원은 204명(중의원 137명, 참의원 67명)으로 증가하여 당세가 급격히 확장되었다.
같은 해 11월에 열린 제43회 중의원 의원 총선거에서는 "정권교체"를 내세워 기존 의석에서 40석이 증가한 177석을 획득하여 크게 약진하였다. 비례대표 득표에서는 자민당을 앞서기도 하였다. 이 선거에서 민주당은 고속도로 통행료의 조건부 무료화, 연금 제도의 일원화, 중의원의 의원 정수 80석 감소 등을 공약에 포함하였다.
2004년에는 연금 제도 개혁을 둘러싼 이른바 "연금 국회"에서 간 나오토 대표의 연금 납부 기록에 미납 기간이 있었음이 밝혀졌고 결국 대표직 사퇴로 이어졌다(훗날 사회보험청 직원의 실수 때문이었음이 밝혀지자 후생노동성이 사과하는 일이 벌어졌다). 간 나오토의 후임으로는 오자와 이치로가 유력해졌지만, 오자와 역시 연금 미납이 드러났고 대표 선거 출마를 철회했다.
같은 해 5월, 새 대표에 당내 소장파의 대표격인 오카다 가쓰야가 선출되었다. 대표 취임 직후인 7월에 참의원 선거를 앞두고 있었는데, 출범 후 당내에서 제대로 자리를 잡을 시간도 없이 바로 선거를 치러야 하는 새 지도부에 대해 당내에서 일부 우려의 목소리가 나오기도 했지만 민주당은 50석을 얻어 49석을 얻은 자민당에 처음으로 승리를 거두었다. 이후 오카다 대표 체제는 급속도로 안정을 이루기 시작했다.
이때부터 일본 정계에서 "정권 선택 선거"라는 말이 급속히 현실화되기 시작했다.
2005년 8월, 고이즈미 준이치로 총리가 우정민영화에 대한 국민의 찬반을 묻겠다며 중의원을 해산하고(우정해산), 조기 총선거를 단행했다. 자민당 집행부는 당내에서 우정민영화에 반대하는 이른바 "반역 의원"에게 공천을 주지 않는 등 강경한 태도를 보였고, 이들의 공천을 배제한 지역구에는 여성, 정치 신인들로 구성된 이른바 "자객 후보"를 공천했다. 집행부에 의해 공천을 받지 못한 이들은 반발하며 대부분 무소속으로 출마하였다. 따라서 선거전 초반에는 자민당 후보와 탈당파들의 표가 분산되어 민주당이 "어부지리"로 승리할 가능성이 높다는 예측과 함께 민주당에 낙관적인 논평이 많았고, 이 기회에 민주당이 정권교체를 이룰 것이라는 일부 외신의 보도도 있었다.
"우정민영화 찬반"이라는 단 하나의 쟁점만으로 선거전에 돌입한 자민당에 대해 민주당은 우편 저금 및 간이 보험의 축소와 우편 사업에 민간 사업자의 참가를 촉진하는 등 2003년 이후 당이 내세워 온 우정 사업 개혁 방안으로 대응했다. 또 우정민영화보다 중요한 쟁점은 "이익 유도형 정치와 관료의 지배에서 탈피하는 것"이라고 말한 민주당은 공무원 급여 20% 삭감, 18조 엔에 달하는 세수의 지방 이양, 대형 국책 사업의 재검토, 낭비되는 예산의 전면 삭감 등을 공약하고 "콘크리트(토건 사업)가 아닌 사람(복지)을"이라는 구호를 내걸어 과감한 사회 구조 개혁과 복지국가의 건설을 호소했다. 그러나 자민당의 "반역 의원"과 "자객 후보" 간의 대결 구도에 대한 언론의 주목도가 날이 갈수록 상승하는 가운데 정책 논쟁은 점차 여론의 관심을 잃어갔고 민주당은 고이즈미의 "오직 우정민영화"라는 단순한 선거 전략을 뛰어넘지 못했다. 결국 민주당은 선거 전 177석을 크게 밑도는 113석에 그쳤다. 선거 직후 오카다 가쓰야는 결과에 책임을 지고 대표직 사임 의사를 밝혔다.
오카다의 후임을 선출하는 대표 선거에는 간 나오토와 마에하라 세이지가 출마했다. 당초에는 이미 대표직을 2번이나 거친 간 나오토가 유리하다고 예측되었으나 최종 후보 연설에서 의원들의 큰 공감을 얻은 마에하라가 간 나오토를 불과 2표차로 누르고 신승을 거두었다. 마에하라는 "탈노조", "세대 교체"를 내세우며 총선거 패배로 위축된 당의 재건에 착수했다. 대표 취임 당시 43세였던 마에하라는 참신한 이미지를 주었고, 때마침 건축사의 내진 설계 위조 은폐 의혹을 국회에서 추궁한 민주당 소속의 마부치 스미오 의원에 대한 여론의 호평이 쏟아지는 등 민주당의 활동은 순조로운 모습을 보이며 총선거 패배 이후 분위기 반전에 성공하는 듯했다.
그러나 얼마 가지 않아 2006년 2월에 호리에 메일 문제가 발생하여 여론의 거센 비판에 직면하게 된 민주당은 정보의 진위를 둘러싼 논란에 대해 당 집행부가 적극적인 해명에 나서지 않고 뒷짐만 졌다는 비판과 함께 마에하라는 7개월 만에 대표직에서 사임했다. 이 문제로 인해 민주당은 중진들의 탈당 소문마저 나도는 위기에 빠지고 말았다.

#### 트로이카 체제
2006년 4월, 호리에 메일 문제로 사임한 마에하라 세이지를 이을 후임 대표 선거에서 오자와 이치로가 간 나오토를 꺾고 새 대표에 선출되었다. 오자와는 경쟁자였던 간 나오토를 대표대행에 지명하고 간사장을 맡고 있던 하토야마 유키오와 함께 "트로이카 체제"로 불리는 거당 일치 체제를 구축했다.
오자와 대표 체제에서는 우선 고이즈미 정권의 구조 개혁을 비판하는 노선을 택해 정책적 전환을 시도했다. 그때까지 민주당이 정책 결정에 있어 우선 순위로 두었던 "경제 성장"은 뒤로 밀리고 대신 자녀 수당 지급 금액 및 대상 확대, 농가에 대한 호별 소득 보상 등 방대한 재정 동원이 필수적인 정책이 전면에 등장하기 시작했다.
한편 민주당은 자민당에 비해 각 지역의 표심을 자당으로 끌어모을 지방 조직이 탄탄하지 못했기 때문에 오자와 대표는 선거에 출마할 각 지역의 국회의원과 후보들에게 활발한 지역 활동을 요구하는 등 지지 기반 확보에 중점을 두었다. 오자와 본인 역시 기존의 대도시 위주의 선거 운동 전략을 버리고 각 지역의 농촌 지역을 차례로 방문하는 등 농업협동조합(농협)의 조직력을 바탕으로 한 자민당의 강력한 농촌 기반을 무너뜨리기 위해 힘을 쏟았다. 그 결과 2007년 4월에 열린 지방선거에서 승리하고 같은 해 7월에 열린 참의원 선거에서도 60석을 얻어 37석을 얻은 자민당에 대승을 거두었다. 이 선거를 통해 민주당이 자민당을 누르고 처음으로 참의원 제1당으로 올라섰다. 특히 이 선거에서는 농촌 지역이 대부분인 전체 29개의 1인 선거구(당선 정수 1명, 즉 소선거구) 중 민주당을 포함한 야권 후보가 23개 선거구에서 승리하는 등 1인 선거구에서의 야권의 선전이 돋보였다.
오자와는 참의원 다수당이라는 지위를 무기로 삼아 여당에 강경하게 맞서는 "대립축 노선"으로 자민당 정권을 몰아가는 전술을 택했다. 한편 2007년 11월, 오자와는 네지레 국회(중의원과 참의원의 다수파가 서로 다른 상황)로 안정적인 국정 운영에 제동이 걸린 후쿠다 야스오 총리에게 자민·민주 양당의 대연정을 제안했다. 그러나 이전부터 "건전한 양당제"를 지양하던 민주당 집행부에서 오자와를 제외한 모든 의원이 대연정 구상에 반대 의사를 표명했고, 여론 역시 대연정 반대가 다수를 이루면서 결국 무산되었다. 이후 민주당은 2008년 정기국회 기간 유류세 및 자동차중량세의 세율 결정을 둘러싼 여야 갈등 국면에서 "유류세 폐지"를 내세우며 세율 인상을 추진하던 정부 여당에 맞섰다. 정기국회가 끝난 6월 이후부터는 수도권에서 민주당의 정당 지지율이 자민당을 압도하기 시작했다.
한편 2009년 3월, 정치 헌금 문제로 오자와 대표의 측근 비서가 구속되자 민주당 지지율도 하락세를 타기 시작했다. 시기상 총선거가 얼마 남지 않은 시기였기 때문에 선거 영향을 최소화하기 위해 오자와는 같은 해 5월 대표직에서 물러났다.
각종 여론조사에서 민주당의 지지율이 자민당을 앞서는 가운데 민주당의 총선 승리 가능성이 점쳐지고 있던 상황에서 차기 총리로 유력한 민주당의 새 대표를 선출하는 선거는 여론의 큰 주목을 받았다. 선거에는 오자와 전 대표와 가까운 하토야마 유키오와 오자와에 비판적인 오카다 가쓰야가 출마해 사실상 친(親)오자와계와 비(非)오자와계의 대결 구도로 치러졌다. 대표 선거 투표권을 가진 민주당 소속 중참 양원 의원들을 대상으로 한 연설에서 하토야마는 소비세율의 인상 또는 인하를 추진하지 않고 앞으로 4년간 동결할 것을 주장했고, 이에 비해 오카다는 소비세율 변경을 논의할 필요가 있다고 주장했다. 투표 결과 중의원에서는 두 후보가 초접전을 벌였지만 참의원에서 하토야마가 우세를 보이면서 하토야마 124표 대 오카다 95표로써 하토야마가 새 대표에 선출되었다. 처음으로 친(親)오자와계와 비(非)오자와계의 1대 1 대결 구도로 치러졌기 때문에 이후 양측의 불화를 우려하는 목소리도 있었지만 대표 취임 이후 이루어진 당직 개편에서 하토야마가 오카다를 간사장에 기용하면서 당내 갈등을 차단하고자 했다. 한편 오자와의 정치 헌금 문제로 일시적으로 추락했던 민주당의 지지율은 하토야마 대표 취임 이후 꾸준히 상승세를 이어갔다.

#### 정권교체

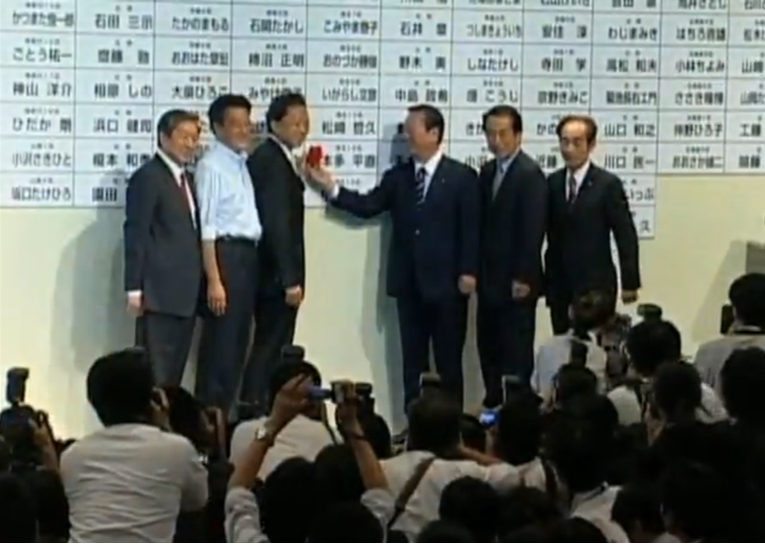
제45회 중의원 의원 총선거 개표 속보를 듣고 기뻐하는 민주당 간부들

2009년 7월 12일, 도쿄도의회 선거가 실시되었다. "총선거의 전초전"으로 불린 이 선거에서 자민당은 총 127석의 도쿄도의회 의석 중 38석을 얻는 데 그쳐 참패한 데 반해 민주당은 54석을 얻어 의회 제1당을 차지했다. 선거 다음 날인 7월 13일 아소 다로 총리는 중의원 해산을 표명했다. 이후 7월 21일에 중의원이 해산되면서 각 정당은 총선 체제에 돌입했다. 하토야마는 이 선거를 "정권교체 선거"로 칭하며 선거에서 승리할 경우 연립 정부를 구성하기로 합의한 사회민주당, 국민신당의 의석을 모두 합쳐 민주·사민·국민 3당의 과반 의석 확보를 목표로 삼았다. 선거 공약에는 지난 2007년 참의원 선거에서 내세운 정책에서 거의 변함이 없는 내용이 담겼다. 선거를 앞두고 각종 여론조사에서는 모두 민주당의 압도적 우세가 예상되었다.
선거 결과 민주당은 과반은 물론 절대 안정 의석까지도 뛰어넘는 308석을 획득하여 창당 이후 최대의 목표였던 정권교체를 마침내 실현했다. 308석은 단일 정당이 획득한 의석으로서는 전후 최다였으며, 비례대표 득표수도 2984만 4799표로서 일본 선거 사상 정당 득표에서 최다 득표수를 기록했다.

### 집권 기간 (2009년~2012년)

#### 하토야마 정권

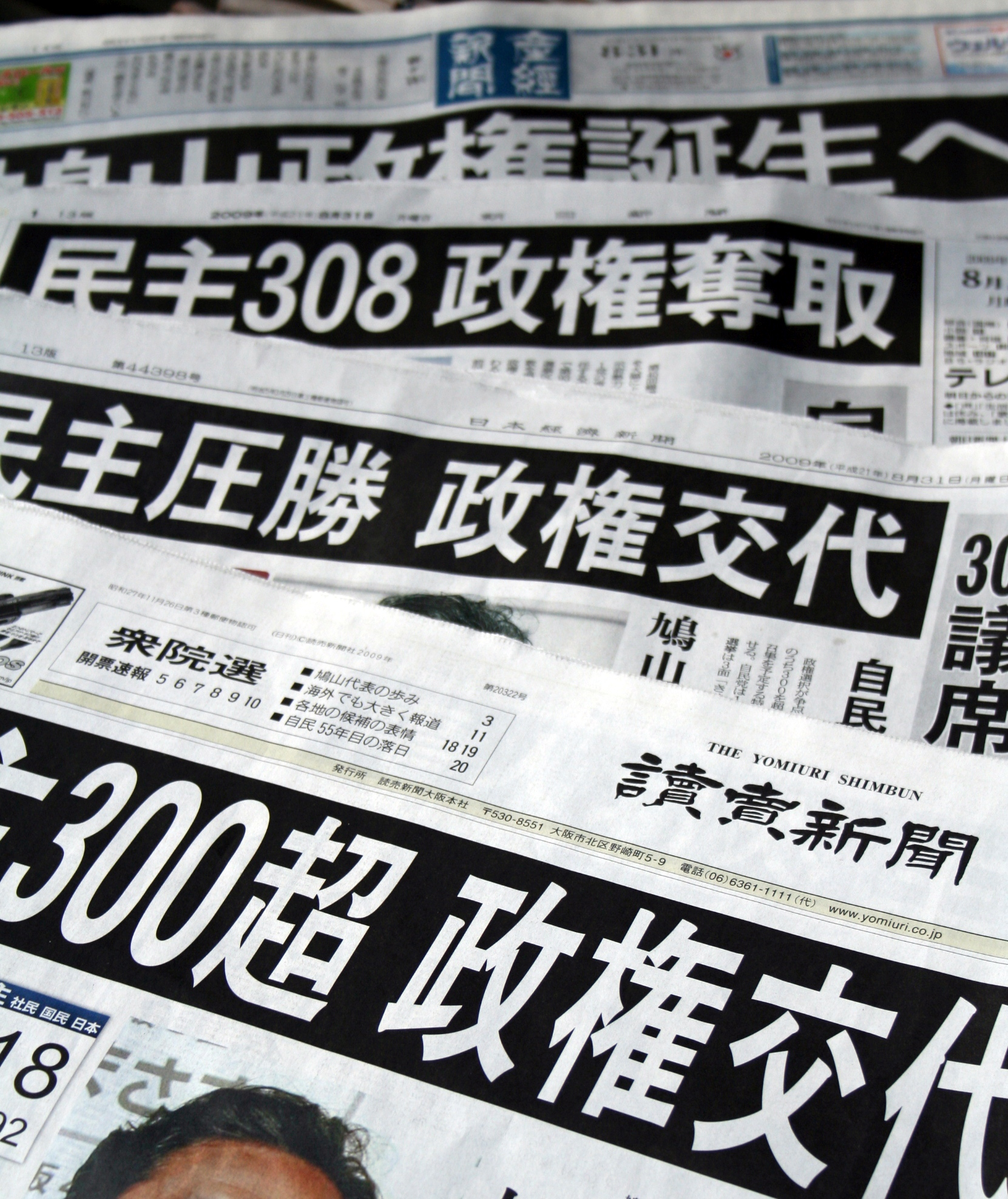
민주당의 선거 승리를 전하는 일본의 신문들

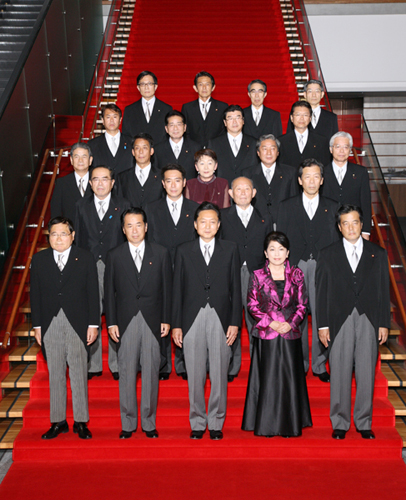
2009년 9월 16일, 각료 임명식 후 총리대신 관저에서 가진 하토야마 내각의 기념 촬영

2009년 9월 16일, 아소 내각이 총사직하고 국회에서 민주당 대표인 하토야마 유키오가 새 총리에 지명되면서 민주당, 사회민주당, 국민신당의 3당 연정(민사국 연립정권)인 하토야마 유키오 내각이 공식 출범했다. 하토야마는 당 간사장에 오자와 이치로를 임명하고, 내각관방장관에는 히라노 히로후미를 기용하는 등 정권의 안정을 도모하고자 하였다.
하토야마 내각은 출범 초기 70%에 육박하는 높은 지지율을 바탕으로 이산화탄소(CO2) 감축 목표치 인상, 해상자위대의 중동 파병 부대 철수, 국책 사업의 재검토 등의 핵심 공약을 추진하지만 이와 동시에 잠잠하던 하토야마 및 오자와 간사장의 정치 자금 보고서 허위 기재 논란이 재점화되며 하토야마가 아닌 오자와가 사실상 정권의 실세라는 이른바 "이중 권력 구조"에 대한 논란에 더해 오자와의 예산 배분 방식과 정치 수법 등이 당 안팎에서 불만을 초래하며 내각 지지율이 추락하게 되었다.
그럼에도 방대한 예산과 행정력의 낭비가 이루어져 온 국책 사업의 실태 파악 및 사업 지속 여부에 대해 빠른 결정을 내린 것은 대체로 여론의 호의적 평가를 받았다. 그러나 하토야마 내각은 자녀 수당 지급 대상 확대 등 민주당이 공약했던 정책 실현을 위해 방대한 예산을 투입함과 동시에 당시 불황으로 인해 세수 감소까지 겹치면서 2010년 예산에서는 사상 최대인 44조 엔의 국채를 발행하기에 이른다.
2010년에 접어들자 오자와 간사장을 비롯한 민주당 소속 의원들의 정치 자금 문제로 여론의 반발이 강해졌다. 또 하토야마 본인의 정치 헌금 문제도 국회에서 야당 의원들로부터 추궁 받기 시작했다. 다만 이러한 금권 정치 논란 자체는 정권의 기반을 흔들 정도로 강한 파급력을 가지지는 못했다.
하토야마 내각에 결정적인 타격이 된 것은 전년인 2009년부터 서서히 부각되어 오던 미군 소유의 후텐마 기지 이전 문제였다. 총선 당시 후텐마 비행장에 대해 "기지 철수는 어렵더라도 최소한 오키나와현 외로 이전하도록 하겠다"라고 말했던 하토야마는 오키나와현과 미국 정부가 종전에 합의했던 오키나와 현내 나고시 헤노코 지역으로 이전하는 현행안을 백지화하고 오키나와 현외 또는 국외 이전을 추진하기로 했다. 그러나 2010년 5월, 하토야마 내각은 끝내 이전 장소를 찾지 못해 기지 이전을 추진하지 않기로 했다. 이에 오키나와현 지사 및 현청이 강한 불만을 드러내며 기존에 합의되었던 현내 헤노코 지역 이전안도 철회하겠다고 선언했다. 이렇게 기지 이전 문제를 둘러싼 하토야마 내각의 오락가락하는 입장에 문제는 다시 원점으로 되돌아갔고, 이전부터 꾸준히 현외 이전을 요구하던 연립 여당 사회민주당이 하토야마 내각에 불만을 품고 연정에서 이탈하는 사태가 벌어졌다.
이 밖에도 야당 시절 민주당이 내세운 정책이나 주장들의 현실성에 대한 의문이 제기되고 정책 추진에 있어서도 내각이 분명한 방침을 정하지 못하고 혼란을 보이자 하토야마 내각에 대한 여론의 불신은 더욱 강해졌고 2010년 7월 치러질 참의원 선거에서 민주당이 20석 안팎을 획득하는 데 그칠 것이라는 충격적인 자체 조사 결과가 나오기도 했다. 이에 하토야마는 국내외적 혼란에 책임을 지겠다며 오자와 간사장과 동반 사임했다.

#### 간 정권

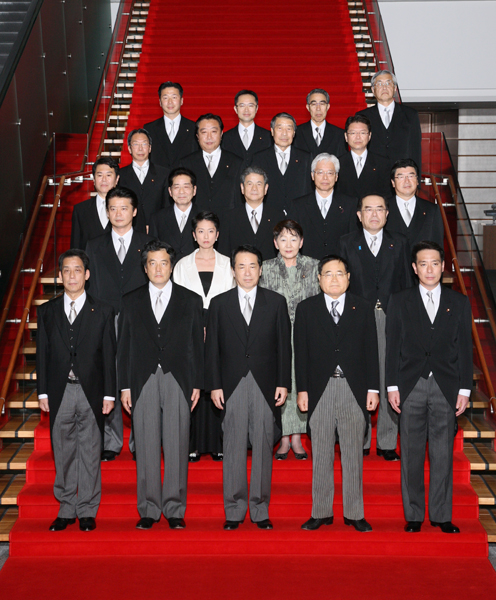
2010년 6월 8일, 각료 임명식 후 총리대신 관저에서 가진 간 내각의 기념 촬영

하토야마의 후임을 선출하는 대표 선거가 시작되자마자 오자와 이치로의 영향력 배제를 주장한 부총리 겸 재무상 간 나오토가 빠르게 출마를 결정했다. 간 나오토는 당이 오자와와 거리를 두기를 원하는 의원들로부터 큰 지지를 받았다. 한편 당내 최대 세력을 자랑하는 오자와 그룹은 중립 성향의 다루토코 신지를 지지했다. 6월 4일 열린 민주당 중참 양원의원 총회에서 이루어진 본 투표에서는 오자와 그룹 이외의 표심을 결집하는 데 성공한 간 나오토가 압승을 거두었다. 다만 선거 기간 오자와의 거취를 둘러싸고 당내에서 치열한 공방이 벌어져 이후 친(親)오자와계와 비(非)오자와계의 갈등이 심각해지게 되었다.
간 나오토는 총리 취임에 즈음해 당 간사장에 에다노 유키오, 내각관방장관에 센고쿠 요시토를 임명하는 등 모든 주요 직책에 비(非)오자와계 의원을 포진시켰다. 정책 면에 있어서는 "강한 경제, 강한 재정, 강한 사회 보장"을 실현시키는 "제3의 길"을 택할 것을 공식화하고 재정 재건과 일자리 창출을 최대 과제로 삼았다. 아울러 소비세율 변경 논의를 제기하고 경제에 미치는 효과가 제한적인 일부 공약의 수정에 착수하는 등 하토야마 내각의 정책 방향에서 전환을 꾀했다. 간 내각은 출범 초기 60%을 조금 넘는 지지율을 기록했다.
그러나 소비세율 변경에 대한 간 나오토의 입장이 일관되지 못하자 민주당은 2010년 7월 11일의 제22회 참의원 의원 통상선거에서 개선(선출) 대상인 54석에서 10석이 줄어든 44석을 획득하면서 51석을 획득한 자민당에 패배하였다. 이와 함께 연립 여당의 참의원 과반수도 무너지면서 네지레 국회(중의원과 참의원의 다수파가 서로 다른 상황)가 약 10개월 만에 재현되었다. 오자와 그룹은 참의원 선거 패배의 책임은 소비세율 변경 논의를 제기한 간 나오토에 있다며 내각 총사퇴나 에다노 유키오 간사장의 경질을 요구했다. 그러나 여론조사에서 국민의 약 70%가 간 내각의 총사퇴를 반대한다고 나온 만큼, 이를 근거로 간 나오토는 퇴진 요구에 응하지 않았다.
이러한 상황 속에서 2010년 9월 맞은 민주당 대표 선거(2년 임기 만료에 따른 선거로 같은 해 6월에 실시된 선거는 보궐선거)에는 현직인 간 나오토와 당내 갈등의 뇌관이 된 오자와 이치로가 직접 출마했다. 재정 재건과 민주당 공약의 일부 수정을 목표로 내건 간 나오토는 소속된 간 그룹을 비롯해 마에하라 그룹, 노다 그룹, 오카다 그룹이 지원했고, 공약 사수를 내세운 오자와는 소속된 오자와 그룹을 비롯해 하토야마 그룹, 하타 그룹, 다루코토 그룹이 지원했다. 이렇게 지난 6월 대표 선거에 이어 이 선거도 친(親)오자와계와 비(非)오자와계의 전면 대결의 장이 되었다. 요미우리, 아사히, 마이니치, 산케이 등 일본 4대 신문이 모두 오자와와 하토야마 비판에 열을 올리는 가운데 여론조사에서도 간 나오토에 대한 지지가 오자와 대한 지지를 압도하는 등 대표 선거전은 점차 간 나오토의 우세로 기울어갔다. 9월 14일에 열린 본 투표에서는 중참 양원의원 투표에서 두 후보가 초접전을 벌인 데 반해 지방 의원 투표와 당원 투표에서 간 나오토가 압도적 우위를 확보하면서 여유롭게 대표 재선에 성공했다. 간 나오토는 신임 당 간사장에 오카다 가쓰야를 임명하고 내각에도 오자와 그룹 소속 의원을 전면 배제하는 행보를 보이면서 당내 갈등이 악화일로에 치닫게 되었다.
이후 2010년 9월 발생한 센카쿠 열도 중국 어선 충돌 사건에 대한 내각의 대응을 둘러싸고 센고쿠 요시토 내각관방장관과 마부치 스미오 국토교통상에 대한 문책 결의안이 참의원에서 가결되는 등 정국은 큰 혼란에 빠졌다. 이에 따라 분위기 일신을 위해 2011년 1월 간 나오토는 개각을 단행, 간 제2차 개조내각이 성립되었다. 이후 3월 11일에는 도호쿠 지방 태평양 해역 지진(동일본 대지진)이 발생하였고 간 나오토 정권은 지진 피해 복구와 후쿠시마 원전 사고 대응에 쫓기기 시작했다.
2011년 6월 1일, "간 총리는 재해 복구와 재건 및 원전 사고에 제대로 대응하지 못했다"라는 이유로 자민당 등 야당이 제출한 내각 불신임 결의안에 대해 민주당 내에서 오자와 이치로와 가까운 50여 명의 의원이 동조할 뜻을 밝혔지만, 이틀 후에 열린 민주당 국회의원회에서 간 나오토가 "대지진 복구와 원전 사고 처리가 어느 정도 진전되면 사임할 수 있다"는 발언을 하면서 오자와 그룹은 불신임 투표를 자유 투표에 맡기기로 했다. 결국 불신임안은 6월 2일 중의원 본회의에서 찬성 152표, 반대 293표로써 부결되었다. 이후 간 나오토는 후쿠시마 원전 사고 대응이 진척될 때까지 내각을 지속하려는 의욕을 보였지만, 민주당 집행부를 비롯해 내각 내부에서조차 간 나오토에 대한 퇴진 요구가 나오기 시작했다.
이후에도 퇴진 압력이 거세지자 같은 해 8월 26일 간 나오토는 사임을 공식 표명하였고, 후임이 될 민주당 대표 선거에는 노다 요시히코, 가이에다 반리, 마에하라 세이지, 가노 미치히코, 마부치 스미오 등 5명이 출마했다. 선거 판세는 오자와와 하토야마 그룹이 지원하는 가이에다가 1위를 달리고, 이를 마에하라와 노다가 뒤쫓는 상태가 되었다. 1차 투표에서는 가이에다가 1위인 143표를 획득했지만, 과반 득표에 실패해 2위인 노다와 결선투표를 치르게 되었다. 결선투표에서는 1차 투표에서 탈락한 마에하라, 가노 그룹의 지지를 얻은 노다가 215표로써 177표를 얻은 가이에다를 누르고 새 대표가 되었다.

#### 노다 정권

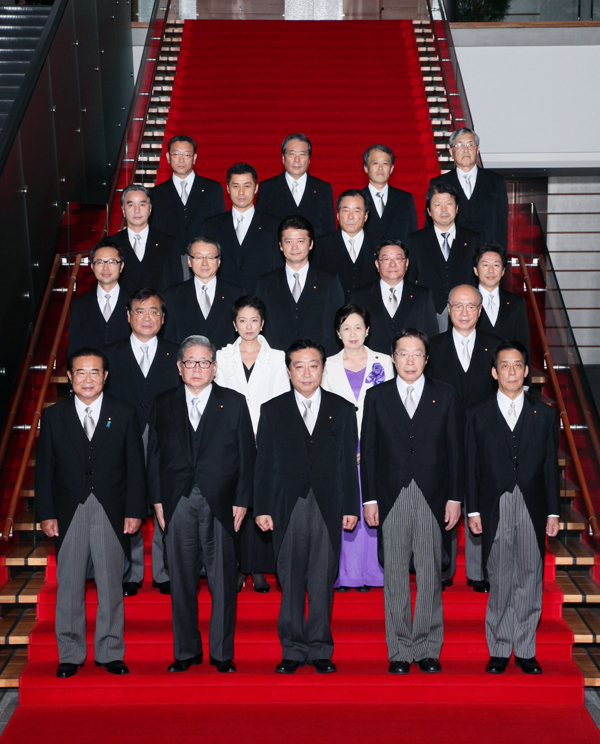
2011년 9월 2일, 각료 임명식 후 총리대신 관저에서 가진 노다 내각의 기념 촬영

당 대표에 선출된 노다 요시히코는 2011년 8월 30일 열린 중참 양원 본회의에서 제95대 내각총리대신에 지명되었다. 노다는 대표 선거 때부터 일관되게 소비세율을 당시의 5%에서 10%로 올릴 것을 주장했지만 이에 따르는 세출 삭감이 이루어지지 않은 데다 경기에도 안 좋은 영향을 준다는 이유로 오자와 그룹과 연립 여당인 국민신당에서 반대 의견이 이어졌다. 이에 노다는 오자와와 양호한 관계에 있던 당 참의원회장 고시이시 아즈마를 "당내 유화"의 상징으로 간사장에 기용(기존의 참의원회장도 겸임)하여 거당 체제 구축을 도모했다.
그러나 하치로 요시오 경제산업상이나 오자와 그룹 소속의 야마오카 겐지 국가공안위원장, 이치카와 야스오 방위상 등 각료의 실언과 업무 수행 능력 부족이 추궁당하는 등 노다 내각은 출범부터 흔들리기 시작했다.
게다가 마쓰키 시즈히로 등 당내 일부 의원들이 탈당 후 신당대지에 합류하여 "신당대지·진짜 민주"를 창당했다. 이어 2011년 12월 28일 오자와 이치로와 가까운 우치야마 아키라 등 9명의 중의원 의원이 탈당계를 제출하고(당 집행부는 탈당계를 받아들이지 않고 제적 처분) 신당 기즈나를 창당했다. 이 밖에도 탈당자가 속출하면서 2011년에만 14명의 국회의원이 민주당을 탈당하게 되었다.
이에 노다는 분위기 일신을 위해 2012년 1월 13일 개각을 단행했다(노다 제1차 개조내각). 이후 1월 24일부터 개회되는 정기 국회에서 노다 내각이 최우선 과제로 설정한 소비세율 관련 4개 법안을 포함한 사회 보장, 세제 개혁 관련 법안을 국회에서 통과시키기 위한 야당과의 협력 관계 구축과 민심 안정, 정권 안정을 목표로 하였다.
그러나 개각 후에도 각료의 문제가 발생했다. 다나카 나오키 방위상은 조선민주주의인민공화국의 미사일 발사 문제에 관한 실언으로, 마에다 다케시 국토교통상은 공직선거법 위반 논란으로 4월 10일 참의원에서 문책 결의안이 통과되었다.
또 사회 보장 및 세제 개혁 관련 법안 발의가 각의(국무회의)에서 결정된 것에 대한 항의의 표시로 당내에서 정부 요직 및 당직을 그만두는 사람이 잇따랐다. 연립 여당인 국민신당 내에서도 법안 결정에 따른 연정 이탈을 주장하는 파와 연정 유지파가 대립하였고 이에 연정 이탈파이자 당 대표인 가메이 시즈카가 탈당하는 사태까지 벌어졌다(이후 금융·우정 개혁 담당상이었던 지미 쇼자부로가 새 대표가 되어 연정 유지 결정). 같은 해 5월에는 중국 외교관의 스파이 의혹이 정치 문제로 커지면서 정국은 혼란에 빠졌고, 수습을 위해 노다는 불과 5개월여 만에 다시 개각에 착수했다(노다 제2차 개조내각).
같은 해 6월 15일, 민주·자민·공명 3당은 사회 보장 및 세제 개혁 관련 법안 처리에 합의하였고, 이후 법안들은 6월 26일 중의원 본회의에서 민주당, 국민신당, 자민당, 공명당, 일어나라 일본의 다수 찬성으로 가결 처리되었다. 같은 날 열린 소비세율 인상 법안의 중의원 표결에서는 인상 반대의 뜻을 밝힌 하토야마 유키오, 오자와 이치로 등 57명의 의원이 반대표를 던지고 하라구치 가즈히로, 오자와 사키히토 등 13명이 기권하고 2명이 결석하는 등(병중인 하타 쓰토무 전 총리를 제외) 총 72명의 반란 투표자가 민주당 내에서 나왔다.
노다는 반란 투표자들에 대해 당원권 박탈을 포함해 엄격한 처분을 내릴 것임을 시사했다. 한편 당 간사장인 고시이시 아즈마는 당내 화합과 분열 지양을 중시하는 관점에서 법안 반대 입장의 오자와 이치로와 수차례에 걸쳐 만남을 가졌다. 그러나 소비세율 인상 법안의 철회를 요구하는 오자와와, 당내 분열을 가급적 피하려고 했던 고시이시의 논의는 접점을 찾지 못한 채 평행선을 달렸다. 이에 오자와가 탈당을 검토하겠다고 밝히자, 탈당만은 안 된다며 당내에서 대안으로 제시된 오자와가 당적은 유지한 채 원내 민주당 회파(교섭단체)에서만 이탈하는 방안은 노다가 거부하면서 무산되었다. 결국 회파 이탈 방안이 무산되자 7월 1일 오자와는 기자회견에서 탈당을 선언했다.
7월 2일에는 야마오카 겐지 부대표를 포함한 민주당 소속 국회의원 52명(이후 2명이 철회하여 50명)이 당 집행부에 탈당계를 제출했다. 다음 날인 7월 3일 당 집행부는 이를 수리하지 않고 탈당계를 제출한 의원들 중 오자와 이치로 등 37명의 제명 처분 방침을 정했다. 소비세율 인상 법안에 반대한 의원 중 한 명인 하토야마 유키오에게는 당원권 정지 6개월, 나머지 반대표를 던진 의원 18명에게도 당원권 정지 2개월 처분을 결정했다. 표결에 기권하거나 결석한 15명의 의원에 대해서는 각각 상임간사회 명의로 "엄중 주의"를, 간사장 명의로는 "주의" 처분을 결정했다.
이후 당 윤리위원회 심사를 거쳐 7월 9일, 당 집행부는 오자와 등 37명의 의원에 대한 제명을 최종 결정했다. 다른 의원들에 대한 처분도 그대로 유지됐다. 다만, 하토야마 유키오는 당원권 정지 기간이 6개월에서 3개월로 단축됐다.
이러한 당 집행부의 처분으로 노다와 최대 갈등 관계에 있던 오자와 그룹의 대부분이 당에서 빠져나갔지만 이후에도 당내 분열은 가라앉지 않아 7월 17일에는 다니오카 구니코 등 참의원 의원 3명이 탈당하여 탈원전을 내걸고 "녹색 바람"을 창당했다. 결국 2012년 6월 26일 소비세율 인상 법안의 중의원 표결 이후 민주당을 탈당한 의원은 총 55명이 되었고, 이러한 영향으로 참의원에서는 민주당 회파(교섭단체)의 의석수와 제2회파인 자민당 회파의 의석수 차이가 2석밖에 나지 않는 상황에 이르렀다.
2012년 8월, 사회 보장 및 세제 개혁 관련 법안의 참의원 표결을 앞두고, 앞서 민주당에서 제명된 오자와 이치로 등이 창당한 "국민 생활이 제일"을 비롯해 소비세율 인상에 반대하는 야당들은 소비세율 인상 법안의 참의원 표결을 저지하기 위해 노다 내각에 대한 불신임 결의안을 제출했다. 한편 법안 표결 전날인 8월 8일, 민주당 대표인 노다를 비롯해 다니가키 사다카즈 자민당 총재 및 야마구치 나쓰오 공명당 대표 간에 열린 3당 당수 회담에서는 "법안 표결 이후 조만간 국민의 신임을 묻겠다"며 노다 총리가 중의원 해산을 하는 조건으로 3당 모두 소비세율 인상 법안에 찬성하는 것으로 최종 합의했다. 다음 날인 8월 9일에는 일부 의원을 제외한 자민·공명 양당의 의원들이 노다 내각 불신임안 표결에 불참하면서 불신임안은 부결되었다.
8월 9일 참의원에서 법안이 통과됨에 따라 노다 내각이 목표로 한 사회 보장 및 세제 개혁 관련 법안의 성립은 이루어졌으나, 참의원 표결에서도 민주당 내 반란 투표자가 속출하면서 지난 7월과 마찬가지로 법안 반대자의 제명이 이루어졌다. 8월 29일 참의원에서 표결된 노다 총리에 대한 문책 결의안은 앞선 법안 처리 과정에서 민주당과 협력했던 자민당이 전원 찬성 방침으로 돌아서면서 결국 통과되었다. 9월에는 오사카 유신회가 전국 정당을 목표로 일본유신회를 창당했고, 이에 민주당 내에서 마쓰노 요리히사 등의 의원들이 탈당계를 제출하고 일본유신회에 합류했다. 역시 민주당 집행부는 탈당계를 수리하지 않고 전원 제명 처분하며 강경 기조를 이어갔지만 탈당자는 계속해서 나오게 되었다.
9월 10일에는 당 대표 임기 만료에 따른 후임 대표 선거가 고시되었고, 대표 재선을 노리는 노다에 맞서 현재의 지도 체제로는 총선에서 참패할 것이라며 노다에 대해 비판적 입장을 보인 당내 세력들이 호소노 고시 환경상을 후보로 옹립할 움직임을 보였지만 당사자인 호소노가 출마를 고사하면서 무산되었고, 결국 현직인 노다를 비롯해 하토야마 내각에서 농림수산상을 지낸 아카마쓰 히로타카, 하라구치 가즈히로 전 총무상, 가노 미치히코 전 농림수산상이 입후보했다. 9월 21일에 열린 본 투표에서는 현직인 노다가 총 투표수의 과반인 66%를 득표하여 대표에 재선되었다.
10월 1일, 노다는 개각을 단행했다(노다 제3차 개조내각). 노다와 대표 선거에서 맞붙은 하라구치, 아카마쓰, 가노의 그룹에서는 입각자가 한 명도 나오지 않았다. 이에 반발하는 목소리가 당내에서 나왔고 추가 탈당자가 속출했다.
노다 총리 취임 후 3번째가 된 이번 개각에서도 법무상 겸 북한 납치 문제 담당상인 다나카 게이슈가 스캔들(1980년대에 다나카가 야쿠자 관계자들과 교류했다는 의혹)에 휘말려 취임 22일 만에 사퇴(사실상 경질)하는 등 불상사가 이어졌다. 또 노다가 6월 법안 처리 과정에서 자민당 및 공명당과 중의원 해산을 하기로 합의한 것을 두고, 해산 시기에 대해 자민·공명 양당과 민주당 간의 의견 차가 발생하면서 해산이 지연되었다.

#### 다시 야당으로
각종 여론조사에서 내각 지지율이 부진하면서 정권 운영의 구심력을 잃어가고 있던 노다는 당시 세를 키우고 있던 일본유신회 등의 "제3세력"이 선거 체제를 갖추기 전에 중의원을 해산해 총선거를 치르는 것이 민주당에 그나마 유리할 것이라고 판단하고 2012년 11월에 들어서자 자민·공명 양당의 요구에 따라 연내 총선거를 실시할 방침을 표명했다. 노다는 중의원 의원 정수 삭감과 환태평양 경제 동반자 협정(TPP) 교섭 참가 추진 등을 당의 공약으로 내걸고 선거전에 돌입할 체제를 갖추었지만, 당내에서는 연내에 선거를 치르면 참패가 불가피하다며 반대 의견이 잇따랐다. 그러나 노다는 11월 14일 국회에서 열린 당수 토론에서 아베 신조 자민당 총재와의 토론 도중에 "중의원 의원 정수 삭감 법안에 찬성하는 결단을 (자민당이) 내린다면 나는 이번 주말인 16일에 (중의원) 해산을 해도 좋다고 생각한다"라고 발언했고, 결국 이틀 뒤인 11월 16일에 중의원 해산을 선언했다.
이러한 전격적인 해산 결정이 나오자 민주당 내에서 조기 해산에 반대하던 의원들이 탈당계를 제출했다. 그중에는 하토야마 내각과 간 내각에서 환경상을 지낸 오자와 사키히토를 비롯해(이후 일본유신회에 입당), 야마다 마사히코 전 농림수산상(이후 가메이 시즈카와 함께 신당 창당) 등 각료 경험자도 다수 포함되어 있었다. 결국 해산을 전후해 총 11명의 탈당자가 발생했다. 최종적으로 2009년 9월 민주당 정권 출범 이후 2012년 11월 중의원 해산에 이르기까지 민주당에서 탈당하거나 제명된 중참 양원 국회의원은 모두 103명으로써, 2012년 11월 중의원 해산 당시 민주당은 중참 양원 모두에서 과반 의석이 무너진 상태였다.
민주당 집행부는 선거에 앞서 중의원 해산 전후에 탈당계를 제출한 모든 의원을 제명 처분했다. 또 총선 후보자 공천 시에는 당이 정한 방침에 무조건 따르겠다는 서약서에 서명하도록 하고, 이에 따르지 않는 사람은 공천에서 전면 배제하도록 하였다. 이에 민주당 창당의 주역이자 2009년 민주당 정권의 탄생을 이끈 하토야마 유키오는 소비세율 인상 및 환태평양 경제 동반자 협정(TPP) 협상 추진이라는 당의 방침에 동의하지 못해 총선 불출마와 정계 은퇴를 표명했다.
11월 16일의 중의원 해산으로부터 정확히 한 달 뒤인 12월 16일에 제46회 총선거가 실시되었다. 선거에서 민주당은 해산 전 의석인 230석에 한참 못 미치는 57석(지역구 27석, 비례대표 30석)을 획득하는 데 그쳤다. 한편 야당이었던 자민당은 해산 전 118석에서 294석으로 의석이 2배 넘게 증가하며 약 3년 3개월 만의 여당 복귀를 확정 지었다. 현직 각료로는 후지무라 오사무 내각관방장관을 비롯해 조지마 고리키 재무상, 다루토코 신지 총무상, 다나카 마키코 문부과학상, 미쓰이 와키오 후생노동상, 고다이라 다다마사 국가공안위원장, 나카쓰카 잇코 금융 담당상 등 현행 헌법 하에서 최다인 7명의 각료가 선거에서 낙마했다(국민신당 소속으로 우정 개혁 담당상이었던 시모지 미키오를 포함하면 8명). 이외에도 3명의 총리 보좌관, 23명의 부대신·정무관이 줄줄이 낙선의 고배를 마셔야 했다. 전직 각료로는 내각관방장관이었던 센고쿠 요시토, 농림수산상이었던 가노 미치히코 등이 낙선했다. 전직 총리인 간 나오토, 중의원 의장인 요코미치 다카히로, 전직 경제산업상인 가이에다 반리 등은 지역구에서는 낙선했으나 석패율제에 의해 비례대표로 부활 당선되었다. 또 상당수의 지역구에서 민주당 후보가 자민당 및 일본유신회 후보에 밀려 3위 이하의 득표를 하는 상황이 발생했다(이는 일본유신회의 지역적 기반인 간사이 지방에서 특히 두드러짐). 그 결과 주요 정당으로서는 드물게 참의원 의원수가 중의원 의원수를 웃도는 상황이 되었다. 선거 후 당 대표인 노다 요시히코는 즉각 사임할 뜻을 밝혔다.
노다의 사임 이후 후임 대표를 선출하는 선거는 12월 25일 당 소속 국회의원만의 투표로 치러졌다. 가이에다 반리가 마부치 스미오를 꺾고 신임 대표에 선출되었다.
12월 26일 오전, 노다 내각은 임시 각의(국무회의)를 열고 내각 총사퇴를 의결했다. 같은 날 자공 연립 정권인 제2차 아베 신조 내각이 출범하면서 약 3년 3개월간의 민주당 정권도 끝이 났다.

### 야당 기간 (2012년~2016년)

#### 침체기
신임 대표인 가이에다 반리는 당직 개편에 착수하고 약 3년 3개월에 걸친 민주당의 정권 운영을 검증하는 "당 재생본부"와 "당 강령 검토위원회"를 설치했다. 정책 결정 기관으로는 과거 야당 시절에 존재했다가 2009년 집권과 함께 폐지했던 "다음의 내각"(영국의 그림자 내각(Shadow Cabinet)을 모방한 것)을 부활시켜 "당 재생 내각"이라는 이름을 붙였다.
각계에서 당의 최우선 과제로 "당의 재건"을 꼽는 가운데, 총선거에서 민주당 간판을 걸고 나와 낙선한 전직 의원들은 물론 어렵게 당선에 성공한 의원들 중에서도 "당에 미래가 없다"며 탈당자가 잇따랐다. 창당 주역이자 정계에서 은퇴한 하토야마 유키오 전 총리 역시 당을 비판하고 탈당을 표명했다. 한편 2013년 4월 5일, 당 대표인 가이에다는 향후 일본유신회, 모두의 당 등 다른 야당과의 선거 협력을 추진하지 않을 것임을 밝혔고, 이에 마에하라 세이지 의원은 "야당이 분열되어 선거를 치른다면 자민·공명 양당이 기뻐할 뿐이다. 명확한 전략을 고안하고 대처해야 한다"며 비판적 입장을 보였고, 노다 내각에서 부흥상을 지낸 히라노 다쓰오 역시 "(참의원 선거를 앞두고) 당이 어떻게 싸울지 전략을 명확하게 정하지 않으면 싸우는 사람(후보자)은 불안해 한다"며 당 지도부를 비판했다.
2013년 7월 21일에 실시된 제23회 참의원 의원 통상선거에서는 전통적인 자민당 강세 지역으로서 민주당이 후보자 물색에 실패하여 "부전패"가 된 도야마현, 와카야마현, 야마구치현을 포함해 1인 선거구(당선 정수 1명, 즉 소선거구)에서 전패하는 등 고전을 면치 못한 민주당은 개선(선출) 대상인 44석에서 무려 27석이 줄어든 17석을 획득하는 데 그치면서 비개선(비선출) 의석인 42석을 합쳐 총 59석이 되어 참의원 제2당으로 전락했다. 한편 2012년 총선거에 이어 이번 참의원 선거에서도 참패한 민주당은 아오모리현 등 13개 현에서 당 소속 국회의원이 1명도 존재하지 않는 상황을 맞았다. 다만 선거 패배에도 불구하고 가이에다 반리 대표 체제는 그대로 유지되었다.
야권이 지리멸렬해진 가운데 2014년 아베 신조 총리는 소비세율 인상을 추진하고, 이를 비롯해 아베노믹스의 성과에 대한 국민의 판단을 묻겠다며 중의원을 해산했다. 민주당이 야당이 된 이후 처음 치른 총선인 제47회 총선거는 2014년 12월 14일에 실시되었다. 선거 결과 민주당은 지역구와 비례대표를 합쳐 73석을 얻어 선거 전 63석에서 10석이 증가했다. 그러나 당 대표인 가이에다 반리가 자신의 지역구인 도쿄도 제1구에서 낙선하고 석패율제에 의한 비례대표 부활에도 실패해 의원직을 잃었다. 따라서 민주당은 1996년 중의원 선거에서 소선거구제와 비례대표제의 병립제가 도입된 이후 최초로 "제1야당 당수의 선거 낙선"이라는 기록을 남겼고, 반면 연립 여당인 자민당과 공명당은 양당의 의석을 모두 합쳐 전체 의석의 3분의 2 이상을 유지하면서 "1강 다약"의 선거 구도는 이번에도 무너지지 않았다.
당초 선거를 앞두고 가이에다 반리는 선거 결과에 관계 없이 선거 이후에도 대표직을 유지하겠다고 밝혔으나, 본인이 선거에서 낙선하면서 당 대표의 자격을 "국회의원"으로 한정한 민주당 규약에 따라 선거 다음 날인 12월 15일에 대표직 사임을 표명했다.
가이에다의 사임에 따라 2015년 1월 7일 고시되어 1월 18일에 투표가 이루어진 후임 대표 선거에는 나가쓰마 아키라, 오카다 가쓰야, 호소노 고시 등 3명이 출마했다. 이 중 1차 투표에서 각각 1, 2위를 기록한 호소노와 오카다가 결선투표에 진출하였고, 결선투표에서 오카다가 호소노를 꺾고 새 대표에 선출되었다.

#### 유신당과의 합당과 당명 개칭

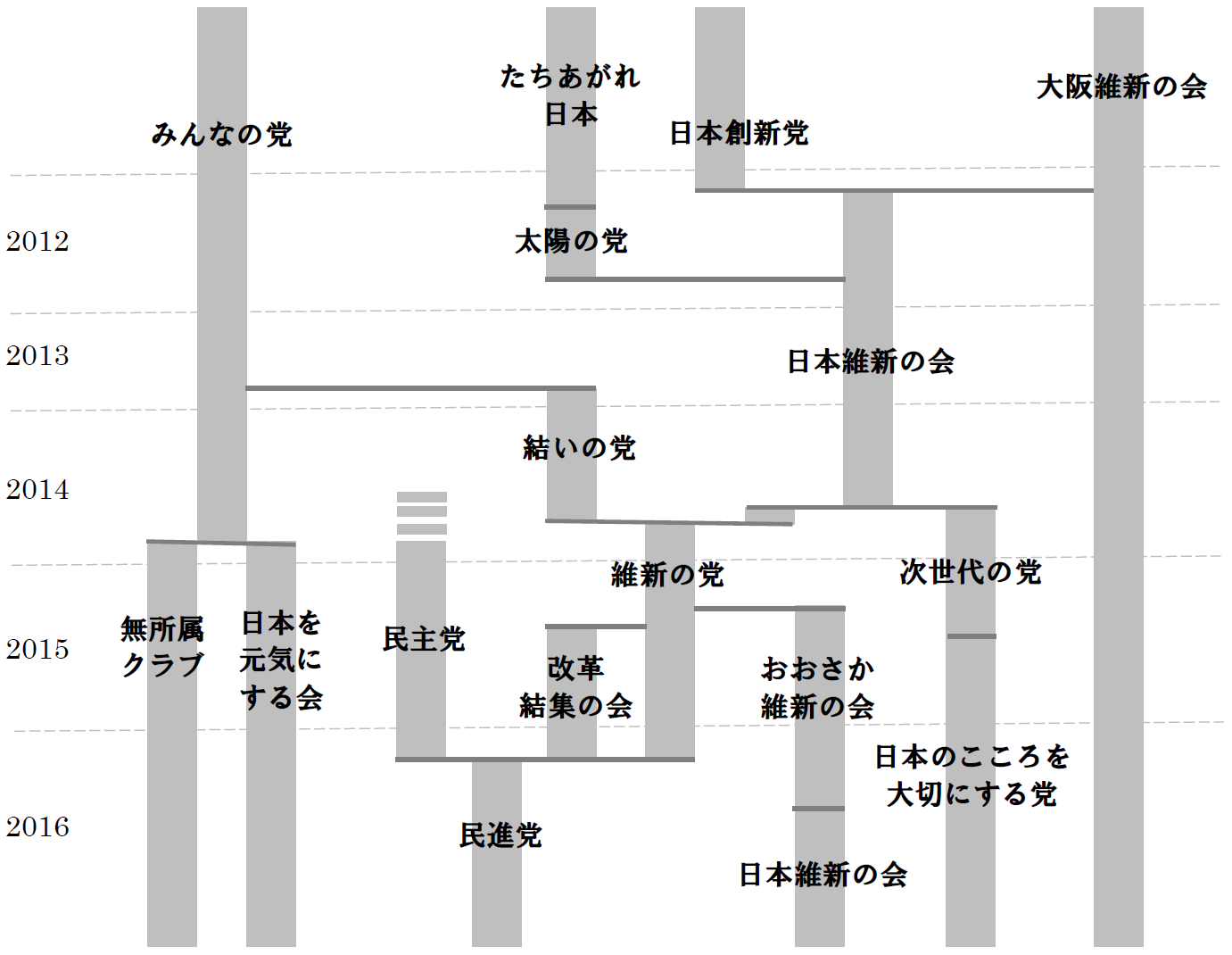
2010년대 일본 정당의 이합집산

2015년 12월 18일, 민주당과 유신당은 "자민당 1당 독주를 견제하겠다"며 중의원에서 통일 회파(공동 교섭단체)인 "민주·유신·무소속 클럽"을 결성했다. 회파 대표에는 당시 민주당 간사장이었던 에다노 유키오가 취임했다.
이후 2016년 2월 22일, 민주당 대표 오카다 가쓰야와 유신당 대표 마쓰노 요리히사는 회담을 갖고 민주당과 유신당의 합당을 추진하기로 합의했다. 합당과 함께 신당의 당명과 로고, 강령 모두 새로 정하기로 하였다. 신당명으로는 "입헌민주당", "일본민주진보당", "민주당입헌동맹", "국민당", "헌정당" 등이 거론되었다. 이와 함께 민주·유신 양당은 신당에 야당 계열 무소속 의원 및 일본을 건강하게 하는 모임, 생활의 당 등 다른 야당도 참여할 수 있도록 호소하기로 했다. 신당의 당명은 2016년 3월 4일부터 6일까지 민주·유신 양당 홈페이지와 팩스를 통해 모집하였다. 이와 함께 여론조사 결과도 반영한 결과 3월 10일에 2개의 새 당명 방안이 정해졌다. 민주당 측은 "입헌민주당"을, 유신당 측은 "민진당"을 제시했다. 이 두 방안을 놓고 다시 여론조사를 실시한 결과 "민진당"을 지지하는 여론이 "입헌민주당" 보다 많은 것으로 조사되면서 신당명은 "민진당"으로 정해졌다. 에다 사쓰키는 새 당명에 대해 "국민과 함께 걷는다는 의미"라고 설명했다.
이후 양당에서 합당 절차가 진행되며 3월 25일에 열린 민주·유신 양당 대표 회담에서 각 대표는 합당 협의서에 서명했다. 신당의 대표는 민주당의 오카다 대표가 맡고 대표 대행은 유신당의 마쓰노 대표가 맡기로 하였다. 이후 3월 27일, 민주당과 유신당을 비롯해 "개혁결집회"의 일부 의원들이 참여하는 형태로 신당인 민진당이 창당되었다. 이로써 민주당은 창당 18년 만에 간판을 내리고 "민진당"이라는 당명으로 새롭게 출범하게 되었다.

## 연혁
- 1996년
  - 9월 29일 - 신당 사키가케를 탈당한 간 나오토 후생상, 전직 내각관방 부장관 하토야마 유키오와 사회민주당을 탈당한 오카자키 도미코 중의원 의원 등을 중심으로 구(舊) 민주당 창당. 구 민주당의 당내 세력은 당시 연립 여당이었던 사민당 및 신당 사키가케의 탈당파들이 대부분이었다. 창당 당시 지위는 제2야당.
  - 10월 20일 - 제41회 중의원 의원 총선거에서 선거 직전과 같은 52석을 획득.
- 1998년
  - 3월 12일 - 구(舊) 민주당, 민정당, 신당우애, 민주개혁연합의 4당이 합당하여 신당을 결성하기로 합의. 절차상으로는 타 정당이 해산하여 구 민주당에 합류하는 형태를 취하기로 결정. 호소카와 모리히로가 창당을 주도.
  - 4월 27일 - 민주당 창당(아카사카 프린스 호텔에서 합당 및 창당 대회 개최). 창당 당시 소속 국회의원은 131명(중의원 93명, 참의원 38명)으로, 지위는 제1야당. 초대 당 대표에는 간 나오토가 취임.
  - 7월 12일 - 제18회 참의원 의원 통상선거에서 27석을 얻어 비개선(비선출) 의석 20석을 포함해 총 47석으로서 다른 야당과 함께 자민당의 참의원 과반수 의석 확보를 저지. 하시모토 류타로 내각의 총사직에 따른 국회의 차기 총리 지명 선거에서 중의원은 자민당의 오부치 게이조를 지명했으나 야당이 다수를 차지하던 참의원은 민주당 대표인 간 나오토를 지명. 그러나 중의원과 참의원이 서로 다른 지명의 의결을 했을 경우에는 중의원의 의결을 우선한다는 규정(헌법 제67조 2항)에 따라 오부치 게이조가 최종적으로 총리에 지명.
- 1999년
  - 1월 - 당 대표 선거를 실시하여 현직인 간 나오토와 마쓰자와 시게후미의 양자 대결에서 간 나오토가 재선.
  - 4월 - 제14회 통일지방선거에서 도도부현(광역) 의회 의원 170석, 정령지정도시 의회 의원 114석을 획득.
  - 9월 - 당 대표 선거에서 리버럴계가 현직인 간 나오토를, 보수계가 하토야마 유키오를, 구 사회당계가 요코미치 다카히로를 각각 후보로 옹립. 하토야마 유키오가 대표에 당선.
- 2000년
  - 6월 25일 - 제42회 중의원 의원 총선거에서 선거 직전의 95석에서 32석이 증가한 127석을 획득.
  - 9월 - 현직인 하토야마 유키오가 무투표로 대표에 재선.
- 2001년
  - 7월 - 제19회 참의원 의원 통상선거에서 26석을 획득(전체 59석)했으나, 자민당의 고이즈미 준이치로 돌풍에 막혀 비례대표 득표는 지난 선거보다 증가하지 못함.
- 2002년
  - 9월 - 하토야마 유키오의 대표 임기 만료에 따라 후임 대표 선거를 실시. 현직인 하토야마, 간사장 간 나오토, 중의원 의원 노다 요시히코, 요코미치 다카히로의 4파전으로 치러짐. 하토야마가 대표 3선에 성공. 이 대표 선거에서 최초로 당원들이 투표에 참가.
  - 11월 - 하토야마가 자유당과의 합당 문제로 대표직에서 사임하면서 후임 대표 선거는 간 나오토와 오카다 가쓰야의 1대 1 대결이 되어 간 나오토가 당선.
  - 12월 - 전직 부대표인 구마가이 히로시를 비롯해 5명이 탈당하여 여당인 보수당에 합류한 뒤 "보수신당"을 창당.
- 2003년
  - 4월 - 제15회 통일지방선거에서 도도부현(광역) 의회 의원 205석, 정령지정도시 의회 의원 126석을 획득.
  - 7월 23일 - 민주당 대표인 간 나오토와 자유당 당수인 오자와 이치로가 민주당과 자유당의 합당에 합의. 단 에다노 유키오 등 민주당 당내 의원들의 반발을 고려해 합당 후에도 민주당의 당명·당직·규약·정책을 유지하는 흡수 합병 방식을 선택.
  - 9월 26일 - 자유당을 흡수 합병하면서 당 소속 국회의원은 204명(중의원 137명, 참의원 67명)으로 증가.
  - 10월 5일 - 민주당과 자유당의 합당 대회 개최.
  - 11월 9일 - 제43회 중의원 의원 총선거에서 자유당과의 합당 효과로 선거 직전의 137석에서 40석이 증가한 177석을 획득하면서 크게 약진. 비례대표 득표에서는 자민당을 앞섰다.
- 2004년
  - 5월 - 당 대표인 간 나오토가 사회보험청 직원의 실수로 인해 연금 납부 미납 기간이 있는 것으로 발표되면서 이에 책임을 지고 간 나오토가 대표직에서 사임. 후임 대표에는 간사장이었던 오카다 가쓰야가 무투표로 선출.
  - 7월 11일 - 제20회 참의원 의원 통상선거에서 50석을 획득(전체 82석)하여 49석을 획득한 자민당에 최초로 승리.
  - 9월 - 오카다 가쓰야가 무투표로 대표에 재선.
- 2005년
  - 9월 11일 - 제44회 중의원 의원 총선거에서 113석을 얻어 참패. 당 대표인 오카다 가쓰야가 선거 결과에 책임을 지고 사임.
  - 9월 17일 - 당 대표 선거에서 소장파인 마에하라 세이지가 간 나오토를 단 2표차로 제치고 대표에 선출.
- 2006년
  - 4월 - 호리에 메일 문제와 관련해 당 대표인 마에하라가 책임을 지고 사임. 후임 대표에는 오자와 이치로가 간 나오토를 누르고 선출.
  - 9월 - 오자와 이치로가 무투표로 대표에 재선.
- 2007년
  - 4월 - 제16회 통일지방선거에서 도도부현 의회 의원 선거와 정령지정도시 의회 의원 선거에서 직전 선거를 크게 웃도는 의석을 획득. 도도부현 의회 의원은 375석(직전 선거 대비 170석 증가), 정령지정도시 의회 의원은 194석(직전 선거 대비 68석 증가).
  - 7월 29일 - 제21회 참의원 의원 통상선거에서 60석을 획득(전체 109석)하여 37석을 획득한 자민당에 대승. 1955년 자민당 창당 이후 비(非)자민당 세력으로서는 처음으로 참의원 제1당을 차지. 선거 결과에 따라 신임 참의원 의장에는 민주당 소속의 에다 사쓰키가 취임.
  - 9월 - 제1차 아베 신조 내각의 총사직에 따른 국회 총리 지명 선거에서 중의원은 자민당의 후쿠다 야스오를 지명했으나 야당이 다수를 차지하던 참의원은 민주당 대표인 오자와 이치로를 지명. 그러나 중의원과 참의원이 서로 다른 지명의 의결을 했을 경우에는 중의원의 의결을 우선한다는 규정(헌법 제67조 2항)에 따라 후쿠다 야스오가 최종적으로 총리에 지명.
- 2008년
  - 8월 - 참의원 의원인 와타나베 히데오 등 2명이 탈당하여 "개혁클럽"을 결성.
  - 9월 - 오자와 이치로가 무투표로 대표에 재선. 이후 후쿠다 야스오 내각의 총사직에 따른 국회 총리 지명 선거에서 중의원은 자민당의 아소 다로를 지명했으나 야당이 다수를 차지하던 참의원은 민주당 대표인 오자와 이치로를 지명. 그러나 전과 같은 규정에 따라 아소 다로가 최종적으로 총리에 지명.
- 2009년
  - 3월 - 당 대표인 오자와 이치로의 측근 비서가 정치자금규정법 위반 혐의로 구속 기소.
  - 5월 11일 - 당 대표인 오자와 이치로가 정치 헌금 문제로 사임.
  - 5월 16일 - 당 대표 선거를 실시하여 하토야마 유키오가 오카다 가쓰야를 꺾고 새 대표에 선출.
  - 8월 30일 - 제45회 중의원 의원 총선거에서 과반은 물론 절대 안정 다수를 웃도는 308석을 획득. 중의원 제1당으로 약진.
  - 9월 16일 - 국회 총리 지명 선거에서 당 대표인 하토야마 유키오가 총리에 지명. 사회민주당, 국민신당과 연립정권(민사국 연립정권)을 구성하여 하토야마 내각이 발족.
- 2010년
  - 6월 4일 - 하토야마 내각이 총사직. 하토야마의 후임 대표에는 부총리인 간 나오토가 다루토코 신지를 누르고 선출. 간 나오토는 국회 총리 지명 선거에서 차기 총리에 지명.
  - 6월 8일 - 간 내각이 발족. 후텐마 기지 이전 문제에 관한 의견 차로 사회민주당은 연정에서 이탈.
  - 7월 11일 - 제22회 참의원 의원 통상선거에서 44석을 획득하는 데 그쳐 51석을 획득한 자민당에 패배. 이와 함께 연립 여당인 민주당, 국민신당의 참의원 과반 의석도 붕괴.
  - 9월 14일 - 당 대표인 간 나오토의 임기 만료에 따라 후임 대표 선거 실시. 현직인 간 나오토가 오자와 이치로를 누르고 대표에 재선. 8년 만에 대표 선거에서 당원들이 투표에 참가.
  - 9월 17일 - 간 나오토가 개각을 단행하여 간 제1차 개조내각이 성립. 개각과 함께 당직도 개편.
- 2011년
  - 1월 14일 - 간 나오토가 4개월 만에 다시 개각을 단행하여 간 제2차 개조내각이 성립.
  - 2월 17일 - 오자와 이치로와 가까운 의원 16명이 중의원 내 민주당 회파(교섭단체) 탈퇴를 선언하고 민주당 당적은 유지한 채 새 회파인 "민주당 정권교체에 책임을 지는 모임" 결성을 시도했으나 민주당 집행부가 이들을 설득하여 회파 탈퇴 신고를 철회하도록 유도.
  - 8월 26일 - 간 나오토가 당 대표 및 총리직 사임을 표명.
  - 8월 29일 - 간 나오토의 후임을 선출하는 대표 선거에 마에하라 세이지 전 외무상, 마부치 스미오 전 국토교통상, 가이에다 반리 경제산업상, 노다 요시히코 재무상, 가노 미치히코 농림수산상 등 5명(역대 최다)이 출마. 결선투표에서 가이에다 반리를 꺾은 노다 요시히코가 대표에 선출.
  - 8월 30일 - 간 내각이 총사직. 국회 총리 지명 선거에서 당 대표인 노다 요시히코가 총리에 지명.
  - 9월 2일 - 노다 내각이 발족.
- 2012년
  - 1월 13일 - 혼란스러워진 당내 분위기 일신과 소비세율 인상 등의 추진을 위해 노다가 개각을 단행하여 노다 제1차 개조내각이 성립.
  - 6월 4일 - 마에다 다케시 국토교통상과 다나카 나오키 방위상의 문책 결의안이 참의원에서 통과된 것을 두고 노다가 5개월 만에 다시 개각을 단행하여 노다 제2차 개조내각이 성립.
  - 7월 2일 - 소비세율 인상 관련 4개 법안을 포함한 사회 보장 및 세제 개혁 법안이 중의원에서 통과된 것에 반발한 오자와 이치로 등 50명의 의원이 당 집행부에 탈당계를 제출.
  - 7월 9일 - 당 윤리위원회가 탈당계를 제출한 의원들 중 소비세율 인상 법안에 반대표를 던진 오자와 이치로 등 37명의 의원에게 제명 처분을, 세제 개혁 법안 표결에서 반대표를 던진 하토야마 유키오 등 18명의 의원에게 당원권 정지 처분을 정식 결정.
  - 8월 10일 - 소비세율 인상 관련 4개 법안을 포함한 사회 보장 및 세제 개혁 법안이 참의원에서 통과.
  - 9월 24일 - 당 대표 선거를 실시하여 현직인 노다 요시히코가 아카마쓰 히로타카 전 농림수산상, 하라구치 가즈히로 전 총무상, 가노 미치히코 전 농림수산상을 꺾고 대표에 재선.
  - 10월 1일 - 노다가 개각을 단행하여 노다 제3차 개조내각이 성립.
  - 11월 16일 - 노다가 중의원을 해산.
  - 12월 16일 - 제46회 중의원 의원 총선거에서 선거 직전 230석을 크게 밑도는 57석을 획득하는 데 그쳐 참패.
  - 12월 25일 - 노다의 대표직 사임으로 후임 대표 선거를 실시하여 가이에다 반리를 새 대표로 선출.
  - 12월 26일 - 노다 내각이 총사직. 자민당의 제2차 아베 신조 내각이 발족.
- 2013년
  - 2월 24일 - 전당대회를 개최하여 당의 새 강령을 제정.
  - 7월 21일 - 제23회 참의원 의원 통상선거에서 개선(선출) 대상인 44석에서 27석이 줄어든 17석을 획득(전체 59석)하여 참패. 참의원 제2당으로 전락.
- 2014년
  - 12월 14일 - 제46회 중의원 의원 총선거에서 선거 직전 63석보다 10석이 증가한 73석을 획득. 그러나 당 대표인 가이에다 반리가 낙선하면서 대표직도 함께 사임.
- 2015년
  - 1월 18일 - 가이에다의 후임을 선출하는 대표 선거에 나가쓰마 아키라, 호소노 고시, 오카다 가쓰야가 입후보. 1차 투표에서 각각 1, 2위를 차지한 호소노와 오카다의 결선투표 결과 오카다가 새 대표에 선출.
- 2016년
  - 2월 22일 - 민주당 대표인 오카다 가쓰야와 유신당 대표인 마쓰노 요리히사가 민주당과 유신당의 합당과 신당 창당에 합의.
  - 3월 14일 - 민주당과 유신당의 각 대표가 기자회견을 통해 양당의 합당에 따른 신당의 당명이 "민진당"으로 결정되었음을 발표.[24]
  - 3월 27일 - 민주·유신 양당이 합당하면서 신당인 민진당 창당 대회를 개최. 이로써 1996년 창당된 구(舊) 민주당 때부터 이어져 온 "민주당"이라는 당명이 20년 만에 소멸.

## 강령 및 기본 이념
1998년 창당과 함께 개최한 제1회 당 대회에서는 다음과 같은 "기본 이념"과 "기본 정책"이 결정되었다. 민주당은 창당 이후 오랜 기간 동안 당의 공식적인 "강령"은 존재하지 않았고, "기본 이념"과 "기본 정책"을 명기한 당규 조항이 사실상 강령의 역할을 대신하였다. 그러나 2011년 당 집행부는 새롭게 강령을 신설하기로 하고 당내에 "강령 검토 위원회"를 설치하여 강령을 만들기 위한 기초 작업에 들어갔다.
이후 2013년 2월 14일 열린 당 대회에서 신설된 강령을 채택하였다. 그때까지 강령의 역할을 대신했던 "기본 이념" 조항은 일명 "1998년 강령"으로 불리게 되었다.

### 기본 이념
1998년 창당과 함께 당규에 명기되어 오랜 기간 강령의 역할을 대신했던 "기본 이념"은 다음과 같다.

● 우리의 현재 상황 인식
일본은 지금 관(官) 주도의 보신주의·획일주의와 결탁·유착의 구조에 가로막혀 시대의 변화에 대응하지 못하고 있다. 기존의 사고방식과 이익 구조에서 헤어 나오지 못하는 구(舊) 체제를 타파하고, 당면한 여러 과제를 해결함으로써 본격적인 저출산·고령 사회를 맞이하는 21세기 초반까지 "여유와 풍요" 속에서 사람들의 개성과 활력이 사는 새로운 사회를 창조해야 한다.
● 우리의 입장
우리는 지금까지 기득권의 구조로부터 배제되어 온 사람들, 성실하게 일하고 세금을 내는 사람들, 어려운 상황에 있으면서도 자립을 목표로 하는 사람들의 입장에 선다. 즉 "생활자", "납세자", "소비자"의 입장을 대표한다. "시장 만능주의"와 "복지 지상주의"라는 대립하는 개념을 넘어 자립한 개인이 공생하는 사회를 지향하며, 정부의 역할은 이를 위한 체제 구축으로 한정한다는 "민주중도"의 새로운 길을 창조한다.
● 우리가 목표로 하는 것
첫째, 투명·공평·공정한 규칙에 기초하는 사회를 목표로 한다.

둘째, 경제 및 사회 면에서는 시장 경제를 철저히 하면서도, 모든 사람들에게 안심·안전을 보장하며, 공평한 기회의 균등을 보장하는 공생 사회의 실현을 목표로 한다.

셋째, 중앙 집권적인 정부를 "시민·시장(市場)·지방으로"라는 관점에서 분권 사회를 재구축하며 공동 참여 사회를 목표로 한다.

넷째, "국민 주권·기본적 인권의 존중·평화주의"라는 헌법의 기본 정신을 더욱 구체화한다.

다섯째, 국제 사회의 일원으로서 자립과 공생의 우애 정신에 기초한 국제 관계를 확립하여 신뢰받는 나라가 되는 것을 목표로 한다.
● 이념의 실현을 위해서
우리는 정권 교체가 가능한 정치 세력의 결집을 그 중심이 되어 추진하며, 국민에게 정권 선택을 요구함으로써 이와 같은 이념을 실현하는 정부를 수립한다.
— 우리의 기본 이념 - 자유롭고 안심할 수 있는 사회의 실현을 목표로 - 1998년 4월 27일 민주당 제1회 대회 결정

### 당 강령
2013년 2월 14일에 열린 당 대회에서 신설·채택된 "강령"은 다음과 같다.
일본은 예로부터 동서양의 문화를 받아들여 번영과 독자적이고 자랑스러운 전통·문화를 일궈냈다. 엄청난 희생을 가져온 예전의 대전 이후에도 부흥을 이루었다.
그러나 경제의 장기 침체, 저출산·고령화, 인구 감소에 따른 국력의 저하뿐만 아니라 신흥국의 대두 등으로 인한 국제 환경의 변화는 국민에게 장기간에 걸쳐 절망감과 불안감을 주고 있다.
이러한 상황 속에서 발생한 동일본 대지진 및 원자력 발전소 사고는 역사상 유례가 없는 피해를 가져왔고, 이는 우리에게 삶의 방식과 과학·기술, 물질문명의 기본 방향까지도 되묻고 있다. 큰 변혁기를 맞이한 지금, 공정·공평·투명한 규칙 아래 삶의 보람을 가지고 일하며, 서로 부담을 나눌 수 있는 지속 가능한 사회를 재구축해야 한다. 그리고 정당과 국민이 신뢰 관계를 쌓아야 한다.
우리는 정권 교체의 실현과 이후의 총선거 패배를 자성의 계기로 삼아, 원점부터 되돌아보고 목표로 하는 것을 분명히 할 것이다. 그리고 절반에 그친 개혁을 이루기 위해 반드시 국민 정당으로서 재생하여 정권에 재도전할 것이다.
● 우리의 입장
우리 당은 "생활자", "납세자", "소비자", "일하는 사람"의 입장에 서는 정당이다. 동시에 미래에 대한 책임을 다하기 위해 기득권이나 유착의 구조와 싸우는 개혁 정당이다. 우리는 이 기본을 잊지 않고 정치 개혁, 행정 개혁, 지역주권 개혁, 통치기구 개혁, 규제 개혁 등 정치·사회의 변혁에 힘쓴다.
● 우리가 목표로 하는 것
하나. 공생 사회를 만드는 것.
우리는 한 사람 한 사람이 둘도 없는 개인으로서 존중받고, 다양성을 인정하면서 서로 의지하며, 모든 사람에게 거처와 일자리가 주어지는 강하고 유연한 더불어 사는 사회를 만든다.
1. "새로운 공공 사업"의 추진
우리는 사회를 이루는 시민의 자치를 존중하고, 근대 이후 관(官)이 독점해 온 "공공 사업"을 각각의 주체로 돌려보낸다. 지방 자치 단체, 학교, 비영리 단체(NPO), 지역 사회와 각각의 개인이 충분히 연계할 수 있는 사회를 목표로 한다.
2. 정의와 공정의 관철
우리는 서로의 인권을 존중하고, 정의와 공정을 관철하며, 평생에 걸쳐 충분한 배움의 기회와 환경을 보장한다. 남녀가 그 개성과 능력을 충분히 발휘하는 남녀 공동 참여를 실현하고, 불공정한 격차의 시정과 장래에 걸쳐 지속 가능한 사회 보장 제도를 구축해 모든 국민이 건강하고 문화적인 삶을 살 수 있는 사회를 만든다.
3. 행복을 위한 경제 성장 실현
우리는 개인의 자립을 존중하면서 동시에 약자의 입장에 놓인 사람들과 함께 걷는다. 지구 환경과의 조화 아래 경제를 성장시키고, 성장의 결과를 확실하게 사람들의 행복으로 연결한다. 얻은 수입이나 시간을 자기뿐만 아니라 다른 사람을 지원하는 데 쓰는 사람들이 늘어나게 한다.
둘. 나라를 지키며 국제 사회의 평화와 번영에 공헌하는 것.
우리나라의 발전은 열린 교류로부터 시작되었다. 따라서 우리는 외교의 기초인 미일 동맹을 강화하여 이웃인 아시아나 태평양 지역과의 공생을 실현하고 전수 방위의 원칙 아래 자위력을 착실히 정비하여 국민의 생명·재산, 영토·영해를 지킨다. 국제 연합을 비롯한 다자간 공조의 틀을 기조로 국제 사회의 평화와 번영에 기여하고, 열린 국익과 광범위한 안보를 보장한다.
셋. 헌법의 기본 정신을 구현하는 것.
우리는 일본국 헌법이 내세우는 "국민 주권, 기본적 인권의 존중, 평화주의"의 기본 정신을 구현한다. 상징 천황제 하에서 자유와 민주주의에 입각한 진정한 입헌주의를 확립하기 위해 국민과 함께 미래 지향적인 헌법을 구상해 나간다.
넷. 국민과 함께 걷는 것.
우리는 지역 사회에 뿌리내린 활동 속에서 과제를 찾아 행동한다. 적극적인 논의와 결론의 준수를 기본으로 건전한 당 운영을 확고히 한다. 공개·참여·대화를 중요시하며, 넓게는 국민과의 협동에 의한 정책 결정과 실행을 목표로 한다.

## 캐치프레이즈
| 사용 기간     | 캐치프레이즈                                                                            | 대표            |
| ------------- | --------------------------------------------------------------------------------------- | --------------- |
| 1999년~2002년 | "모든 사람에게 공정하기 위하여" "팀으로서 개혁 활동 중" "일본의 정치를 뿌리부터 바꾼다" | 하토야마 유키오 |
| 2002년~2004년 | "강한 일본을 만든다"                                                                    | 간 나오토       |
| 2004년~2005년 | "일본을 포기하지 않는다" "정권 교체" "공약 실행"                                        | 오카다 가쓰야   |
| 2005년~2006년 | (없음)                                                                                  | 마에하라 세이지 |
| 2006년~2009년 | "국민 생활이 제일" "생활 유신"                                                          | 오자와 이치로   |
| 2009년~2010년 | "국민 생활이 제일" "정권 교체"                                                          | 하토야마 유키오 |
| 2010년~2011년 | "국민 생활이 제일" "건강한 일본을 부활시킨다" "민력 결집"                               | 간 나오토       |
| 2011년~2012년 | "하나하나 극복해 나간다" "현재와 미래에 대한 책임"                                      | 노다 요시히코   |
| 2012년~2014년 | "삶을 지키는 힘이 된다" "생활자 기점" "다시, 지역에서"                                  | 가이에다 반리   |
| 2014년~2016년 | "생활 기점" "지역 기점" "직구 승부" "사람 한명 한명을 소중히 하는 나라로"               | 오카다 가쓰야   |

## 당내 의견 대립 문제
민주당은 반공주의 성향을 띠는 보수적 의원부터 사회민주주의 성향을 띠는 진보적 의원에 이르기까지 정치적 스펙트럼이 매우 넓은 정당이었기 때문에 정책 면에서 큰 틀에서의 합의는 존재해도 개별 사안에 대해서는 당내에서 의견이 엇갈리면서 자주 갈등이 빚어졌다. 또한 2003년 자유당과의 합당 이후부터 오자와 이치로를 둘러싸고 오자와를 지지하는 의원 그룹과 오자와에 비판적인 의원 그룹 사이에 발생한 잦은 대립은 언론에 계속해서 조명되었다. 이렇게 뿌리 깊은 당내 갈등은 민주당에게는 비판의 대상이었다.
이 중 당의 정치적 스펙트럼이 지나치게 넓어서 발생한 전자의 당내 갈등은 민주당의 후신인 민진당에서도 그대로 반복되었고, 이는 민진당이 2017년부터 2018년 사이에 입헌민주당과 국민민주당으로 분열되는 근본적 원인이 되었다.

### 구체적 사례
- 고이즈미 준이치로 정권 시기에는 오자와 이치로를 중심으로 하여 ‘대립축 노선’(여당과의 명확한 차이를 강조)을 내세운 온건 중도보수·자유주의 그룹과 마에하라 세이지를 중심으로 하여 ‘대안 노선’(여당과의 정책적인 대결을 강조)을 내세운 소장파·중도 개혁파 그룹의 대립이 자주 지적되었다.
- 2006년 10월, 조선민주주의인민공화국이 핵 실험을 강행하자 한반도 근해에서 일본 정부의 대응 수칙을 정한 일명 "주변사태법"을 적용할 수 있는지 여부를 놓고 당시 민주당 대표였던 오자와 이치로가 "주변사태법을 적용할 수 없다"라고 밝힌 데 반해 마에하라 세이지를 중심으로 한 당내 보수 세력이 "적용할 수 있다"라고 주장하였고, 다른 반(反)오자와계 그룹 역시 "오자와 대표 등 당 집행부의 견해는 민주당의 공식 견해가 아니다"라고 표명하면서 중요한 외교·방위 사안에 대한 당내 의견 불일치 문제가 부각되었다.
- 2008년 10월, 당 소속 의원인 나가시마 아키히사가 중의원 테러방지특별위원회에서 소말리아 해적 문제의 대응책으로서 현지에 파견된 해상자위대 함정이 민간 선박을 호위하는 방안을 아소 다로 총리에게 제안했다. 이에 아소 총리가 찬성 입장을 밝힌 데 반해, 민주당 내에서 나오시마 마사유키 정책조사회장이 자위대의 중동 파병을 옹호하는 것처럼 비춰질 것을 우려해 "무슨 말을 한 것인가"라고 다그치는 일이 있었다.
- 2010년 간 내각 출범 이후 간·마에하라·노다 그룹에 오카다 가쓰야를 더한 반(反)오자와파와 오자와·하토야마 그룹이 중심이 되는 친(親)오자와파의 대립이 격화된 바 있다. 반(反)오자와파는 재원 부족과 네지레 국회(중의원과 참의원의 다수파가 서로 다른 상황) 등의 이유로 민주당 공약을 유연하게 수정해 나가야 한다고 주장한 데 반해 친(親)오자와파는 공약 견지를 내세워 갈등을 빚었다.
- 당 집행부 차원에서 "전시 성적 강제 피해자 문제 해결의 촉진에 관한 법률안"을 발의하여 위안부 피해자들에 대한 지원과 한일 양국 간의 갈등 해결을 주장하면서 법안에 우호적인 일본공산당, 사회민주당과 적극 협력하는 한편, 당내에서는 자민당 보수파의 의견을 대변하며 일본군의 위안부 강제 동원을 부인하는 "위안부 문제와 난징 사건의 진실을 검증하는 모임"에 참가하는 의원들도 있어 양측의 모순점이 지적된 바 있다.
- 하토야마 유키오, 오카다 가쓰야 등 당내 중진들이 소속된 "재일 한국인을 비롯한 영주 외국인 주민의 법적 지위 향상을 추진하는 의원 연맹"이 일본 내 영주 외국인에 대한 참정권을 부여하기 위한 활동을 이어갔지만, 당내에는 이와는 반대의 견해를 취하는 "영주 외국인 참정권 부여를 신중하게 생각하는 연구회"가 존재했다.
- 2009년, 민주당 소속이었던 쓰치야 다카유키 도쿄도의회 의원이 당의 정책집에 포함된 영주 외국인 참정권 부여, 선택적 부부 별성(別姓)제, 친생자와 혼외자의 상속 평등화 등의 정책에 대해 "당의 대표 공약으로 정직하게 명기해 국민의 신임을 물어야 한다"라고 주장하며 당의 선거 공약을 "내진 설계가 된 것으로 위장한 부실 공사 아파트의 선전 광고"라고 비난했다. 이에 민주당 도쿄도 연합은 "당의 결정에 어긋나는 행위"라며 쓰치야를 당에서 제명했다.

## 역대 선거 결과

### 중의원
| 년도 | 대표            | 후보자 | 의석수    | 지역구 득표수 | 지역구 % | 비례 득표수 | 비례 % | 집권 여부                                                            |
| ---- | --------------- | ------ | --------- | ------------- | -------- | ----------- | ------ | -------------------------------------------------------------------- |
| 2000 | 하토야마 유키오 | 262    | 127 / 480 | 16,811,732    | 27.61%   | 15,067,990  | 25.18% | 야당                                                                 |
| 2003 | 간 나오토       | 277    | 177 / 480 | 21,814,154    | 36.66%   | 22,095,636  | 37.39% | 야당                                                                 |
| 2005 | 오카다 가쓰야   | 299    | 113 / 480 | 24,804,786    | 36.44%   | 21,036,425  | 31.02% | 야당                                                                 |
| 2009 | 하토야마 유키오 | 330    | 308 / 480 | 33,475,334    | 47.43%   | 29,844,799  | 42.41% | 민주당-국민신당-사회민주당 (2009-2010) 민주당 - 국민신당 (2010-2012) |
| 2012 | 노다 요시히코   | 267    | 57 / 480  | 13,598,773    | 22.81%   | 9,268,653   | 15.49% | 야당                                                                 |
| 2014 | 가이에다 반리   | 198    | 73 / 475  | 11,916,838    | 22.50%   | 9,775,991   | 18.33% | 야당                                                                 |

### 참의원
| 선거        | 의석      | 득표율 | 대표            |
| ----------- | --------- | ------ | --------------- |
| 1998년 선거 | 47 / 252  | 21.7%  | 간 나오토       |
| 2001년 선거 | 59 / 247  | 16.4%  | 하토야마 유키오 |
| 2004년 선거 | 82 / 242  | 37.8%  | 오카다 가쓰야   |
| 2007년 선거 | 109 / 242 | 39.5%  | 오자와 이치로   |
| 2010년 선거 | 106 / 242 | 31.6%  | 간 나오토       |
| 2013년 선거 | 59 / 242  | 13.4%  | 가이에다 반리   |

## 역대 당직자

### 집행부
각 직책에 대한 이해
- 대표대행 : 한국의 부대표 격
- 간사장 : 한국의 사무총장 격
- 총무회장 : 당의 최고 의사 결정 기관에 해당하는 총무회의 수장
- 정책조사회장 : 한국의 정책위 의장 격
- 국회대책위원장 : 한국의 원내대표 격

| 대표            | 대표대행                                | 간사장          | 총무회장          | 정책조사회장      | 국회대책위원장    | 선거대책위원장    | 참의원 의원회장   | 취임일                        |
| --------------- | --------------------------------------- | --------------- | ----------------- | ----------------- | ----------------- | ----------------- | ----------------- | ----------------------------- |
| 간 나오토       | 나카노 간세이                           | 하타 쓰토무     | 요코미치 다카히로 | 이토 에이세이     | 이시이 하지메     | 야마하나 사다오   | 스가노 히사미쓰   | 1998년 4월                    |
| 간 나오토       | 나카노 간세이                           | 하타 쓰토무     | 요코미치 다카히로 | 이토 에이세이     | 이시이 하지메     | 야마하나 사다오   | 모토오카 쇼지     | 1998년 7월                    |
| 간 나오토       | (공석)                                  | 하타 쓰토무     | 요코미치 다카히로 | 나카노 간세이     | 가노 미치히코     | 야마하나 사다오   | 모토오카 쇼지     | 1999년 1월                    |
| 간 나오토       | (공석)                                  | 하타 쓰토무     | 요코미치 다카히로 | 나카노 간세이     | 가노 미치히코     | 마에카와 다다오   | 모토오카 쇼지     | 1999년 7월                    |
| 하토야마 유키오 | (공석)                                  | 하타 쓰토무     | (직책 폐지)       | 간 나오토         | 가와바타 다쓰오   | 마에카와 다다오   | 모토오카 쇼지     | 1999년 9월                    |
| 하토야마 유키오 | (공석)                                  | 하타 쓰토무     | (직책 폐지)       | 간 나오토         | 가와바타 다쓰오   | 마에카와 다다오   | 구보 와타루       | 2000년 8월                    |
| 하토야마 유키오 | 하타 쓰토무                             | 간 나오토       | (직책 폐지)       | 오카다 가쓰야     | 아카마쓰 히로타카 | 사토 다카오       | 구보 와타루       | 2000년 9월                    |
| 하토야마 유키오 | 하타 쓰토무                             | 간 나오토       | (직책 폐지)       | 오카다 가쓰야     | 아카마쓰 히로타카 | 사토 다카오       | 쓰노다 기이치     | 2001년 8월                    |
| 하토야마 유키오 | 하타 쓰토무                             | 간 나오토       | (직책 폐지)       | 오카다 가쓰야     | 구마가이 히로시   | 마쓰모토 류       | 쓰노다 기이치     | 2001년 9월                    |
| 하토야마 유키오 | 하타 쓰토무                             | 나카노 간세이   | (직책 폐지)       | 가이에다 반리     | 사토 다카오       | 아카마쓰 히로타카 | 쓰노다 기이치     | 2002년 9월                    |
| 간 나오토       | (공석)                                  | 오카다 가쓰야   | (직책 폐지)       | 에다노 유키오     | 노다 요시히코     | 아카마쓰 히로타카 | 쓰노다 기이치     | 2002년 12월                   |
| 간 나오토       | 오자와 이치로                           | 오카다 가쓰야   | (직책 폐지)       | 에다노 유키오     | 노다 요시히코     | 아카마쓰 히로타카 | 와라시나 미쓰하루 | 2003년 11월                   |
| 오카다 가쓰야   | (공석)                                  | 후지이 히로히사 | (직책 폐지)       | 센고쿠 요시토     | 가와바타 다쓰오   | 겐바 고이치로     | 와라시나 미쓰하루 | 2004년 5월                    |
| 오카다 가쓰야   | (공석)                                  | 후지이 히로히사 | (직책 폐지)       | 센고쿠 요시토     | 가와바타 다쓰오   | 겐바 고이치로     | 에다 사쓰키       | 2004년 7월                    |
| 오카다 가쓰야   | 후지이 히로히사                         | 가와바타 다쓰오 | (직책 폐지)       | 센고쿠 요시토     | 하치로 요시오     | 겐바 고이치로     | 에다 사쓰키       | 2004년 9월                    |
| 마에하라 세이지 | (공석)                                  | 하토야마 유키오 | (직책 폐지)       | 마쓰모토 다케아키 | 노다 요시히코     | 아즈미 준         | 에다 사쓰키       | 2005년 9월                    |
| 마에하라 세이지 | (공석)                                  | 하토야마 유키오 | (직책 폐지)       | 마쓰모토 다케아키 | 와타나베 고조     | 아즈미 준         | 에다 사쓰키       | 2006년 2월                    |
| 오자와 이치로   | 간 나오토                               | 하토야마 유키오 | (직책 폐지)       | 마쓰모토 다케아키 | 와타나베 고조     | 아즈미 준         | 에다 사쓰키       | 2006년 4월                    |
| 오자와 이치로   | 간 나오토                               | 하토야마 유키오 | (직책 폐지)       | 마쓰모토 다케아키 | 와타나베 고조     | 아즈미 준         | 고시이시 아즈마   | 2006년 6월                    |
| 오자와 이치로   | 간 나오토                               | 하토야마 유키오 | (직책 폐지)       | 마쓰모토 다케아키 | 다카키 요시아키   | 하치로 요시오     | 고시이시 아즈마   | 2006년 9월                    |
| 오자와 이치로   | 간 나오토 고시이시 아즈마               | 하토야마 유키오 | (직책 폐지)       | 나오시마 마사유키 | 야마오카 겐지     | 아카마쓰 히로타카 | 고시이시 아즈마   | 2007년 8월                    |
| 하토야마 유키오 | 오자와 이치로 간 나오토 고시이시 아즈마 | 오카다 가쓰야   | (직책 폐지)       | 나오시마 마사유키 | 야마오카 겐지     | 아카마쓰 히로타카 | 고시이시 아즈마   | 2009년 5월                    |
| 하토야마 유키오 | (공석)                                  | 오자와 이치로   | (직책 폐지)       | (직책 폐지)       | 야마오카 겐지     | 이시이 하지메     | 고시이시 아즈마   | 2009년 9월 (내각 인사와 동시) |
| 간 나오토       | (공석)                                  | 에다노 유키오   | (직책 폐지)       | 겐바 고이치로     | 다루토코 신지     | 아즈미 준         | 고시이시 아즈마   | 2010년 6월 (내각 인사와 동시) |
| 간 나오토       | (공석)                                  | 오카다 가쓰야   | (직책 폐지)       | 겐바 고이치로     | 하치로 요시오     | 와타나베 슈       | 고시이시 아즈마   | 2010년 9월 (내각 인사와 동시) |
| 간 나오토       | 센고쿠 요시토                           | 오카다 가쓰야   | (직책 폐지)       | 겐바 고이치로     | 아즈미 준         | 이시이 하지메     | 고시이시 아즈마   | 2011년 1월 (내각 인사와 동시) |
| 노다 요시히코   | (공석)                                  | 고시이시 아즈마 | (직책 폐지)       | 마에하라 세이지   | 히라노 히로후미   | 다카키 요시아키   | 고시이시 아즈마   | 2011년 8월 (내각 인사와 동시) |
| 노다 요시히코   | (공석)                                  | 고시이시 아즈마 | (직책 폐지)       | 마에하라 세이지   | 조지마 고리키     | 다카키 요시아키   | 고시이시 아즈마   | 2012년 1월 (내각 인사와 동시) |
| 노다 요시히코   | (공석)                                  | 고시이시 아즈마 | (직책 폐지)       | 호소노 고시       | 야마노이 가즈노리 | 하치로 요시오     | 고시이시 아즈마   | 2012년 9월 (내각 인사와 동시) |
| 가이에다 반리   | 오하타 아키히로                         | 호소노 고시     | (직책 폐지)       | 사쿠라이 미쓰루   | 다카키 요시아키   | 가토 도시유키     | 고시이시 아즈마   | 2012년 12월                   |
| 가이에다 반리   | (공석)                                  | 오하타 아키히로 | (직책 폐지)       | 사쿠라이 미쓰루   | 다카키 요시아키   | 가토 도시유키     | 고시이시 아즈마   | 2013년 7월                    |
| 가이에다 반리   | (공석)                                  | 오하타 아키히로 | (직책 폐지)       | 사쿠라이 미쓰루   | 다카키 요시아키   | 가토 도시유키     | 군지 아키라       | 2013년 8월                    |
| 가이에다 반리   | 다카키 요시아키                         | 오하타 아키히로 | (직책 폐지)       | 사쿠라이 미쓰루   | 마쓰바라 진       | 마부치 스미오     | 군지 아키라       | 2013년 9월                    |
| 가이에다 반리   | 다카키 요시아키 오카다 가쓰야           | 에다노 유키오   | (직책 폐지)       | 후쿠야마 데쓰로   | 가와바타 다쓰오   | 마부치 스미오     | 군지 아키라       | 2014년 9월                    |
| 오카다 가쓰야   | 나가쓰마 아키라 렌호                    | 에다노 유키오   | (직책 폐지)       | 호소노 고시       | 다카키 요시아키   | 겐바 고이치로     | 군지 아키라       | 2015년 1월                    |
| 대표            | 대표대행                                | 간사장          | 총무회장          | 정책조사회장      | 국회대책위원장    | 선거대책위원장    | 참의원 의원회장   | 취임일                        |

1. ↑  특별 대표 지위 부여
2. ↑  수석 대표대행, 선거 담당
3. ↑  정책 결정의 정부 일원화에 따른 조치
4. ↑  선거 담당

## 같이 보기
- 분류:민주당 (1998년 일본)의 정치인
- 일본의 정치
- 쓰루넨 마루테이